# Generalitat de Catalunya
La Generalitat de Catalunya (castellà: Generalidad de Cataluña, occità: Generalitat de Catalonha) és el sistema institucional en què s'organitza políticament l'autogovern de Catalunya. És integrada pel Parlament de Catalunya, la Presidència de la Generalitat, el Govern i les altres institucions de l'administració.
Té el seu origen en les diputacions permanents creades per governar l'administració entre reunions de les Corts als diferents territoris de la Corona d'Aragó i que donaren lloc a la Diputació del General del Principat de Catalunya (1359), a la Diputació del General del Regne d'Aragó (1362) i a la Diputació del General del Regne de València (1412). La seva seu oficial és el Palau de la Generalitat de Catalunya a la ciutat de Barcelona.

## Història

### Antecedents

Senyal antic de la Generalitat de Catalunya

La Generalitat de Catalunya té els seus orígens en les Corts Catalanes, les quals, durant el regnat de Jaume I el Conqueridor (1208–1276), es reunien convocades pel rei com a representatives dels estaments socials de l'època. Sota Pere II el Gran (1276–1285) les Corts Reials Catalanes prengueren forma institucional. El rei s'obligà a celebrar «General Cort» cada any. Les Corts exercien funcions de consell i també legislatives per mitjà dels tres «braços» que les componien: l'eclesiàstic (clerecia), el militar (noblesa) i el popular o cambra reial (viles i ciutats sotmeses directament al govern del rei). El conjunt era anomenat «lo General de Cathalunya».
El primer pas cap a la institució de la Generalitat es produeix a les Corts celebrades a Montsó (l'Aragó) l'any 1289, quan és designada una «Diputació del General», comissió temporal per recaptar el «servei» o tribut que els «braços» concedien al rei a petició seva. Aquest impost es coneixia popularment com Drets de General o generalitats, nom que es va exportar a França on es van crear les Généralités, districtes fiscals. Amb el temps el nom oficiós de Generalitat va acabar suplantant el nom oficial de Diputació del General.

### La Generalitat medieval
La Pau i la Treva de Déu era un moviment social promogut el segle xi com a resposta de l'Església i els camperols a les violències perpetrades per nobles feudals. Es pot considerar l'origen de les Corts catalanes.
La ciutat natal, llavors, delimitava un espai protegit de violència feudal. No obstant això, per garantir la convivència del clima, cal anar més enllà, establint una autoritat que prohibia la pràctica de qualsevol tipus d'acte violent en qualsevol part del territori. Aquest va ser l'objectiu de les assemblees de Pau i Treva de Déu, la primera de les quals, a les comarques catalanes, va tenir lloc a Toluges (Rosselló), el 1027, sota la presidència de l'abat Oliba, en nom del bisbe Berenguer d'Elna, absent de la diòcesi perquè estava en peregrinació.
Un altre precedent medieval: la Diputació de la Generalitat de Catalunya, on «General» significa la comunitat política dels catalans i no el grau militar), que el 1931 els legisladors consideraven oportú invocar com a base legitimadora per a l'autogovern contemporani.
El passat polític de Catalunya com a comunitat territorialment diferenciada amb institucions representatives i autònomes pròpies, respecte al poder sobirà de la sobirania catalana pròpia (988–1283), monarquies aragoneses (1283–1516) i monarquies castellanes (1516–1808) i de l'estat constitucional espanyol (des de 1812), es pot dividir en quatre etapes, separades per tres grans pauses en l'ordre legal / públic.

#### Primera abolició
Les institucions catalanes que depenien de la Generalitat es van abolir en el que actualment es coneix a Catalunya com a Catalunya del Nord, un any després de la signatura del Tractat dels Pirineus al segle xvii, que va transferir el territori de la sobirania catalana a la francesa.
Després, a principis del segle xviii, a mesura que es van aprovar els Nous Decrets a Castella, la institució va ser abolida també a tot el territori català.

#### Primera restauració
La Generalitat de Catalunya va ser restaurada a la part meridional de Catalunya i va donar la seva moderna funció política i representativa com a govern regional de Catalunya el 1932, durant la Segona República espanyola.
Després que la coalició de dreta guanyés les eleccions espanyoles el 1933, els líders d'esquerres de la Generalitat de Catalunya es van rebel·lar contra les autoritats espanyoles, i es va suspendre temporalment de 1934 a 1936.

#### Segona abolició
El 1939, quan la Guerra Civil espanyola va acabar amb la derrota de la República, la Generalitat de Catalunya va ser abolida i va romandre suspesa durant la dictadura franquista fins a l'any 1977. El president de la Generalitat de l'època, Lluís Companys, va ser torturat i executat l'octubre del 1940 pel delicte de «rebel·lió militar».

#### Segona restauració
La successió de presidents de la Generalitat es va exiliar a l'exili des de 1939 fins a 1977, quan Josep Tarradellas va tornar a Catalunya i va ser reconegut com el president legítim del govern català. Tarradellas, quan va tornar a Catalunya, va pronunciar: «Ciutadans de Catalunya, ja sóc aquí», Reassumint els poders autonòmics de Catalunya, una de les nacionalitats històriques d'Espanya.
Després d'això, es van transferir els poders atorgats a la Generalitat de Catalunya d'acord amb la Constitució espanyola de 1978 i es va aprovar l'Estatut d'Autonomia de Catalunya després d'aprovar-se tant per referèndum a Catalunya com pel Parlament.

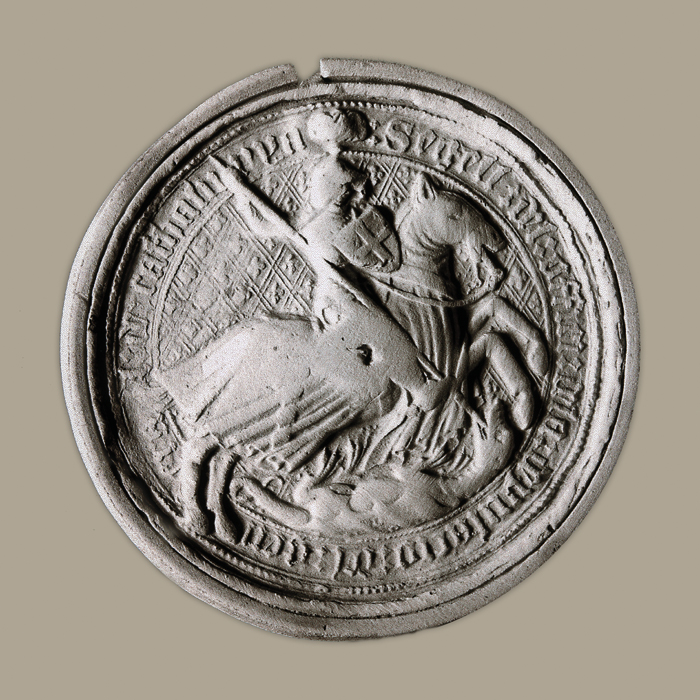
Segell major de la Diputació del General del Principat de Catalunya de finals del que representa el seu patró, Sant Jordi portant un escut amb la Creu de Sant Jordi, que era l'escut d'armes de la institució.

El 1356 esclatà la Guerra dels dos Peres entre la Corona d'Aragó governada per Pere el Cerimoniós, i la Corona de Castella governada per Pere I de Castella. Pere el Cerimoniós va haver de fer front a una llarga i dura guerra llevant armades per mantenir les posicions de la corona a la Mediterrània, principalment a Sardenya, i organitzar al final del regnat la defensa de Catalunya davant les amenaces de les companyies mercenàries procedents de França. El caràcter omnipresent de la guerra es traduí en contínues mobilitzacions generals i en la necessitat d'aixecar o reformar les muralles de les ciutats. Les noves tàctiques bèl·liques difoses a la segona meitat del segle xiv exigien un equipament militar més complex i sofisticat i el recurs cada cop més freqüent a l'artilleria. Tot plegat feu incrementar enormement les despeses relacionades amb la nova forma de fer la guerra del segle xiv, despeses que no podien ser cobertes amb els recursos patrimonials de la monarquia del Casal d'Aragó generat basant-se en les tributacions dels habitants de les terres del reialenc. Es feia necessari bastir un sistema fiscal, desconegut fins aleshores, que gravés tots els súbdits fossin de la jurisdicció que fossin.
Però el sistema constitucionalista característic de la Corona d'Aragó impedia al sobirà imposar una nova legislació fiscal per la seva sola voluntat reial. Com qualsevol altra legislació calia negociar-la amb la representació dels tres braços del terra a través de la convocatòria de Corts en cadascun dels respectius estats. Les Corts o Parlamentum eren l'òrgan legislatiu de cada estat de la Corona d'Aragó i eren una assemblea que reunia el rei amb els tres estaments de cada estat: nobles, eclesiàstics i síndics de les principals ciutats i viles reials. Aquest òrgan legislatiu havia nascut en el segle anterior, durant el regnat de Pere el Gran i arribà a la seva maduresa política durant el Tres-cents arran de les reiterades convocatòries degudes al finançament de les guerres de la monarquia. En el cas del Principat de Catalunya es convocava a la celebració de les Corts Catalanes.
El conflicte bèl·lic feu que les Corts Generals de Catalunya de 1358–1359 fossin obertes a Barcelona, continuades a Vilafranca del Penedès i closes a Cervera. En aquesta darrera es pactà un important donatiu al rei per tal de finançar la guerra contra Castella i repel·lir les invasions castellanes al regne d'Aragó i al regne de València. Així mateix es pactà el 19 de novembre la designació de 12 diputats, 4 per cada braç, amb atribucions executives en matèria fiscal i els respectius oïdors de comptes, a fi de formar la Diputació del General del Principat de Catalunya com a representació dels tres braços que s'havien reunit en les Corts. Aquesta comissió però, esdevingué permanent a fi de recaptar el donatiu a Catalunya i gestionar el deute públic reial a llarg termini sense la intervenció ni del sobirà ni dels seus oficials reials. La comissió permanent, la Diputació del General de Catalunya, estava sota l'autoritat del diputat eclesiàstic, a qui es considerava el President de la Generalitat; el primer fou Berenguer de Cruïlles, bisbe de Girona.
A l'interregne de 1410–1412 produït a la mort de Martí l'Humà i amb el nomenament de Ferran I com a rei, la Generalitat feu un pas important en el seu autogovern. Si la Generalitat havia nascut com una «delegació entre corts», de mica en mica havia anat assumint responsabilitats polítiques i de defensa del territori, ajudant al rei i disposant de les seves pròpies armes navals. Aquesta posició menys subordinada, juntament amb la feble posició inicial del rei, permet reforçar normativament els drets de Catalunya i fer una compilació de les Constitucions catalanes. A les Corts de Barcelona del 4 de gener de 1413, el rei accepta una reforma que dona autonomia a la Generalitat en el nomenament dels seus diputats sense intervenció reial ni aprovació. A més, regula la durada dels mandats, el procés electoral i les substitucions dels diputats.

### La Generalitat moderna

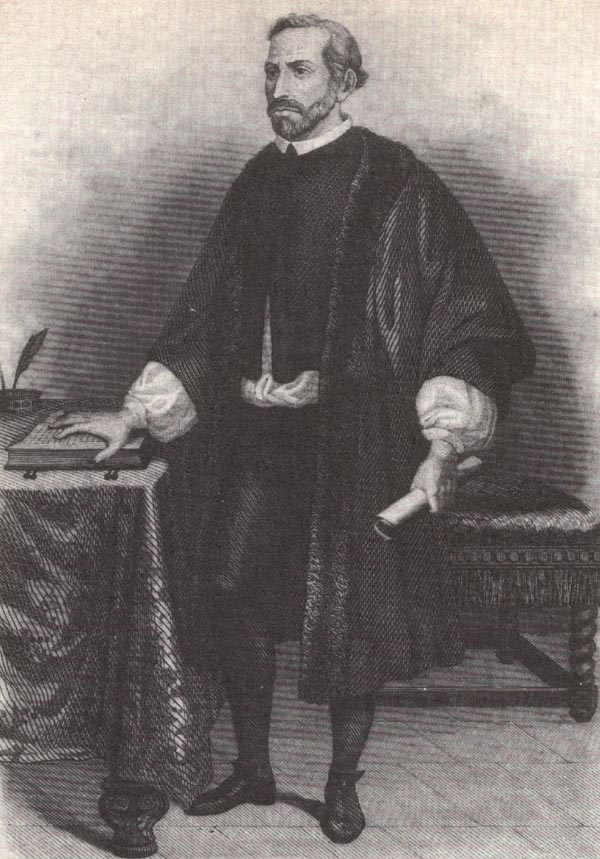
Pau Claris, Canonge de la Seu d'Urgell i
94è President de la Generalitat de Catalunya.

Durant el primer mig segle de vida l'organisme va conservar el seu caràcter d'organisme fiscal i financer, però a partir de les reformes de 1413 va anar adquirint cada vegada més competències polítiques. Es configurà així l'estructura política del Principat de Catalunya bastida basant-se en les Corts o Parlamentum, que emetia nova legislació a través del pactum entre la terra i el rei, i la Diputació del General de Catalunya designada del Parlamentum que exercia el poder executiu sobre les seves competències econòmiques i polítiques. A les seves inicials funcions economicoadministratives s'hi afegí l'execució de les decisions pactades en les Corts Catalanes, vetllar perquè les constitucions catalanes i altres lleis de Catalunya fossin respectades pel rei i els seus oficials, i publicar o interpretar els acords pactats en les Corts. Aquest creixent protagonisme de la Diputació del General amb jurisdicció política, judicial i militar, culminà durant la Guerra Civil catalana (1462-1472) quan la institució s'enfrontà militarment contra el rei de la dinastia Trastàmara Joan II d'Aragó. La guerra acabà quan finalment el monarca ratificà l'existència de la Diputació del General. A partir d'aleshores es produí un notori redreç i desplegament de l'administració. Es consolidà una institució nascuda de les guerres exteriors i confirmada amb les guerres interiors que buscava solucions a partir dels acords pactats en Corts. Al segle xvii novament la Generalitat de Catalunya desencadenà la guerra quan davant el creixent autoritarisme monàrquic del període de 1593-1652, el projecte centralista del favorit comte duc d'Olivares conculcant les Constitucions catalanes culminà amb la Guerra dels Segadors. La guerra deturà novament els projectes autoritaris de la monarquia, però suposà una regressió per a l'àmbit competencial de la institució. A les Corts de 1455, i per evitar el nepotisme oligàrquic, s'introduí el sistema d'insaculació: els diputats sortints elegien dotze candidats d'entre els quals se'n triava un a l'atzar.
Ferrando Primer en la Cort de Barcelona, Any M.CCCC.xiij. Cap. de Corr. iij.
Supplica la dita Corr, que vos Senyor, e la Senyora Reyna, e vostre Illustre Primogenit, e vostres, e lurs Successors, paguets, e maners, e façars pagar los drets del dit General, com sie Senyor evident cosa, lo dit General redundar en gran vitalitat, e honor de vostra Reyal corona. Plau al Senyor Rey de si mateix, de la Reyna, e de sos fills. (De Drets del General– Tit. XXVI, Llibre IV de las Constitucions de Cathalunya)
Durant els segles xv i xvi la Generalitat va construir edificis a les diverses ciutats del país a fi de recaptar impostos:
- Casa de la Generalitat (Barcelona) al portal de Sant Antoni
- Casa de la Generalitat (Girona)
- Palau de la Generalitat (Perpinyà)
- Casa de la Generalitat (Tortosa)

El 1641, Pau Claris 94è president de la Generalitat de Catalunya, proclamà la República Catalana, i poc després, Lluís XIII de França és proclamat comte de Barcelona.

### Abolició per Felip V l'any 1714
Encara que a la Guerra de Successió la Generalitat ocupà un lloc secundari, ja que fou la Junta de Braços la que tenia el comandament, s'havia posicionat en favor de la causa austriacista aixecant un regiment, els Decrets de Nova Planta de Felip V, el 16 de gener del 1716, liquidaren de fet la institució centenària, transgredint les Constitucions catalanes.

### La Junta Superior de Catalunya
La Junta Superior de Govern del Principat de Catalunya va ser l'organisme de govern autònom que governà a Catalunya entre el 1808 i 1812 durant la Guerra del Francès. Els seus precedents són les juntes de corregiment que s'organitzaren per tal de combatre la invasió francesa, essent la primera a constituir-se la de Lleida, que convocà als representants de les altres per tal de formar una Junta Superior de Catalunya. Constituïda la Junta Superior de Govern del Principat de Catalunya aquesta s'autodeclarà com a depositària de les facultats tant de la Reial Audiència de Barcelona com del Poder Legislatiu. Així mateix també nomenà el Capità general de Catalunya i imposà tributs per finançar la guerra aixecant i finançant tropes per lluitar contra els francesos. Fou suprimida per ordre de les Corts de Cadis (1812), i en lloc seu fou creada una teòrica Diputació Provincial de Catalunya que es constituí el 30 de novembre de 1812, mentre en la pràctica el territori de Catalunya era ocupat per les tropes franceses i era annexionat al Primer Imperi Francès. El 1820, durant el Trienni Liberal, es tornà a reclamar la constitució de la Diputació Provincial de Catalunya enmig del debat sobre l'organització provincial amb una creixent influència dels principis uniformistes jacobins dins del pensament liberal espanyol. A la mort de Ferran VII l'estructuració del Regne constitucional d'Espanya (1833–1874) es basà en el model de divisió provincial aprovat pel decret de 30 de novembre de 1833, de resultes del qual l'històric territori de Catalunya quedava esquarterat definitivament en quatre províncies espanyoles.

### Restauració carlina

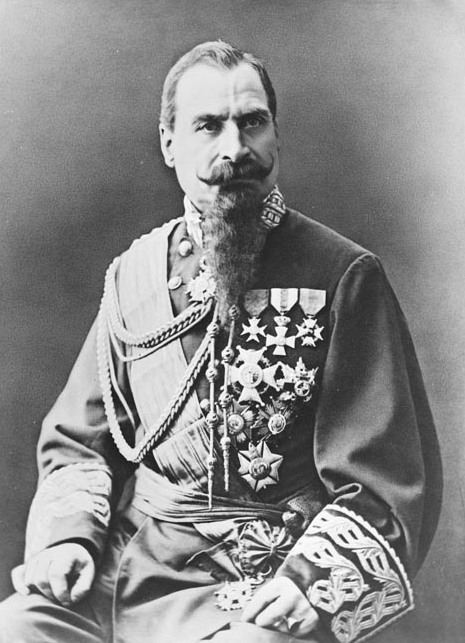
General Rafael Tristany i Parera.
Comandant general del Principat i primer President de la Diputació General de Catalunya restaurada pels carlins el 1874.

El pretendent carlí Carles VII va cridar a la revolta el 15 d'abril de 1872 i va ser escoltat pel País Basc i Catalunya on disposà de la col·laboració de Ramon Cabrera. Un dels motius que va empènyer Catalunya a sumar-se a la revolta va ser la promesa de restitució dels Furs catalans i la restauració de la Generalitat de Catalunya abolits el 1714 per Felip V. El pretendent carlí Carles VIII impulsà el 1872 la lluita a Catalunya enviant-hi el seu germà Alfons Carles de Borbó. Les tropes dels carlins catalans comandades per Rafael Tristany prengueren Vic, Manresa i Olot davant la impotència i desesperació del govern de Madrid. Aquestes conquestes oferiren als carlins el domini d'una basta part de tota la Catalunya interior mentre les forces lleials al govern de Madrid amb prou feines tenien capacitat per assegurar les ciutats costaneres.
El primer acte simbòlic de la restauració de les institucions constitucionals pròpies de Catalunya fou la jura dels furs. Seguidament i a fe de restaurar les institucions constitucionals de Catalunya abolides després del 1714 els carlins restauraren oficialment la Diputació General de Catalunya l'1 d'octubre de 1874. En fou declarat President el general Rafael Tristany, que jurà els furs a Olot, i aquest seria seguit després per Francesc Savalls. La restitució de la Diputació General de Catalunya es va aconseguir gràcies al decret que el pretendent carlí Carles VII havia signat el 26 de juliol de 1874 on confirmava la promesa de restauració de les antigues llibertats de Catalunya. La seu de la Diputació va quedar establerta provisionalment a Sant Joan de les Abadesses, localitat des d'on es publicà el Boletín Oficial del Principado de Cataluña des del desembre de 1874 al març de 1875.
El decret de constitució de la Diputació de Catalunya signat a Estella–Lizarra per Carles VII constava de vint articles que forjaven clarament els pilars de la recuperació de les llibertats catalanes. Així l'article sisè declarava a la Diputació com l'òrgan competent per imposar impostos i recaptar-los. L'article setè l'autoritzava a poder realitzar emprèstits. L'article vuitè donava poders a la Diputació per nomenar i substituir alcaldes i corporacions municipals. L'article novè l'autoritzava a nomenar els funcionaris. El desè a crear cossos policials i a tenir cura de l'exèrcit. El dotzè posava el servei de correus i telègraf sota l'autoritat de la Diputació de Catalunya. El tretzè confirmava la Diputació per a procurar per la instrucció pública. El catorzè instava la Diputació a crear en el mínim espai de temps la Reial Audiència de Catalunya amb dues sales i tres magistratures cadascuna. Segon d'historiador Jaume Grau «la restauració carlina retornava a Catalunya Impostos, Justícia, Municipis, Policia, Exèrcit, Ensenyament, Funcionaris, tot un seguit de poders competencials que Catalunya avui en dia encara no ha recuperat. Ningú no pot negar que una de les motivacions principals que impulsava els carlins catalans era la recuperació de les llibertats perdudes el 1714».
La lluita continuà fins que a Madrid fou proclamat com a rei d'Espanya Alfons XII, perquè després de la batalla de Montejurra el 17 de febrer de 1876 el pretendent carlí Carles VII va haver de passar a França i poc després Alfons XII entrava a Pamplona. La derogació dels Decrets de Nova Planta de Felip V i la restauració de la Generalitat de Catalunya es donava per acabada i es consolidava el període històric conegut per Restauració borbònica (1874–1931).

### La Mancomunitat de Catalunya

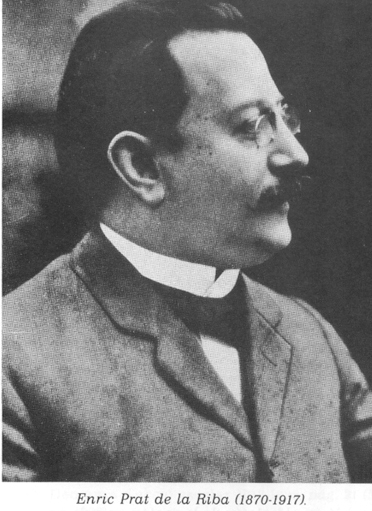
Enric Prat de la Riba, teòric catalanista i
President de la Mancomunitat de Catalunya.

La Mancomunitat de Catalunya esdevingué la institució d'autogovern de Catalunya entre el 1914 i el 1925 durant el període de la Restauració borbònica (1874–1931), esdevenint alhora tant successora de la Generalitat moderna, com precursora de la Generalitat contemporània.
El 1833 el secretari d'estat de Foment Javier de Burgos havia dissenyat un nou organigrama estatal uniforme pel Regne constitucional d'Espanya estructurant-lo en 49 petites províncies espanyoles centralitzades des de Madrid. Aquestes noves províncies van ser batejades amb el nom de les seues capitals (excepte els territoris forals de Navarra, Àlaba, Guipúscoa i Biscaia). Les províncies estaven administrades per una diputació provincial i no tenien cap mena de lligam entre elles, desapareixent per tant el concepte administratiu de regió. Aquest fou el règim imperant a l'Espanya liberal malgrat els intents dels carlins de restablir les institucions d'autogovern de les regions històriques. No fou fins al 1914 quan s'aconseguí, mitjançant la unificació de les quatre diputacions provincials catalanes —Diputació de Barcelona, Diputació de Girona, Diputació de Tarragona i Diputació de Lleida— restablir un òrgan administratiu per a tota Catalunya: la Mancomunitat de Catalunya. El procés de la seua creació ja es va endegar el 1911, per bé que el Congreso de los Diputados la va autoritzar amb unes competències molt retallades. El 18 de desembre del 1913 el rei signà la llei de mancomunitat provincials i la Mancomunitat de Catalunya es formalitzà el 6 d'abril del 1914.
La Mancomunitat de províncies catalanes estava formada per una assemblea que aplegava els 96 diputats provincials catalans a les Corts espanyoles, així com pel Consell format per 8 Consellers i el President. La seva acció política va estar regida pel consens entre les diferents orientacions presents, fossin o no catalanistes. El seu primer President fou Enric Prat de la Riba (1914–1917), seguit per Josep Puig i Cadafalch (1917–1923). Els dos primers Presidents de la institució eren membres de la Lliga Regionalista i varen dur a terme una important tasca de creació d'infraestructures de camins i ports, obres hidràuliques, ferrocarrils, telèfons, beneficència i sanitat. La Mancomunitat impulsà una campanya a favor del projecte d'Estatut d'Autonomia de Catalunya de 1919, tot i que finalment no va tirar endavant. També varen emprendre iniciatives per augmentar els rendiments agrícoles i forestals introduint millores tecnològiques, de serveis i educatives i varen potenciar els ensenyaments tecnològics necessaris per a la indústria catalana. En aquesta direcció es va crear el Servei Geogràfic, el Servei Geològic i la Secció de Telèfons amb l'objectiu de fer arribar el telèfon a tots els racons de Catalunya. També es creà la Secció de Ferrocarrils Secundaris i els Ferrocarrils de la Mancomunitat de Catalunya per a la construcció del Ferrocarril Metropolità Transversal de Barcelona i el Servei Meteorològic de Catalunya. Es fundà la Biblioteca de Catalunya, l'Escola Industrial, l'Escola Superior de Belles Arts, l'Escola Superior d'Alts Estudis Comercials, l'Escola de Bibliotecàries, l'Escola Superior d'Agricultura, l'Escola del Treball i l'Institut d'Estudis Catalans, sota l'impuls del qual Pompeu Fabra redactà les Normes ortogràfiques (1913), la Gramàtica catalana (1918), i el Diccionari general de la llengua catalana, que no va poder veure la llum fins al 1932. El darrer President fou Alfons Sala (1923–1925), ja sota el règim dictatorial del general Miguel Primo de Rivera que acabà per abolir la institució d'autogovern catalana el 1925. La tasca i modernitat de la Mancomunitat de Catalunya serví de model per quan es restablí la Generalitat de Catalunya el 1931.

### La Generalitat contemporània

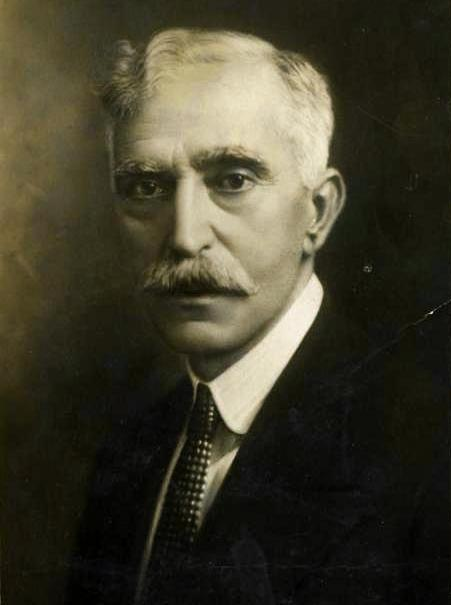
Francesc Macià, conegut popularment com L'Avi, president de la Generalitat de Catalunya des del restabliment de la Generalitat el 1931 fins a la seva mort, el 25 de desembre de 1933.

El 1931 el sistema de la Restauració Borbònica (1874–1931) era esgotat. L'any anterior els partits polítics republicans d'Espanya s'havien posat d'acord en el Pacte de Sant Sebastià a fi de preparar un disseny global per a l'imminent canvi de règim que incloïa l'abolició de la monarquia, la proclamació de la república espanyola i autonomia política per a Catalunya. Arran de les eleccions municipals de 12 d'abril de 1931, que determinaren la caiguda de la monarquia, Francesc Macià, líder d'Esquerra Republicana de Catalunya —partit triomfador a Catalunya— proclamà de manera unilateral «la República catalana com a Estat de la Federació Ibèrica» el dia 14 d'abril, poques hores abans que a Madrid es procedís a proclamar la Segona República espanyola. Aquesta proclamació preocupà el govern provisional de la Segona República Espanyola que envià en avió a Barcelona el dia 18 d'abril els ministres Fernando de los Ríos, Marcel·lí Domingo, i Lluís Nicolau d'Olwer. Va ser el malagueny De los Ríos qui va proposar el nom de «Generalitat» per al govern regional català, reminiscència de la institució medieval, tot i que les funcions d'ambdues són totalment diferents. Així doncs, el consell format a Barcelona es reconvertí, després d'intenses converses, en govern de Catalunya.
Aquesta Generalitat provisional presidida pel mateix Francesc Macià i composta per un govern provisional de Catalunya (1931–1932), una assemblea de representants dels municipis (Diputació Provisional de la Generalitat) i uns comissaris que, en qualitat de delegats del govern, s'encarregaven dels serveis pertanyents a les suprimides Diputacions provincials de Girona, Tarragona i Lleida, mentre que s'establia la seu de la Generalitat al Palau de la plaça Sant Jaume. Els diputats catalans elaboraren un projecte d'Estatut a Núria aprovat en referèndum el 2 d'agost de 1931 i modificat i aprovat a les Corts Espanyoles el 9 de setembre de 1932. Amb l'estatut aprovat, el 20 de novembre de 1932 es varen fer les eleccions al Parlament de Catalunya (1932) per constituir les institucions i formar el Govern de Catalunya (1932–1933) amb Francesc Macià ratificat com a President de la Generalitat de Catalunya i Lluís Companys com a President del Parlament de Catalunya.

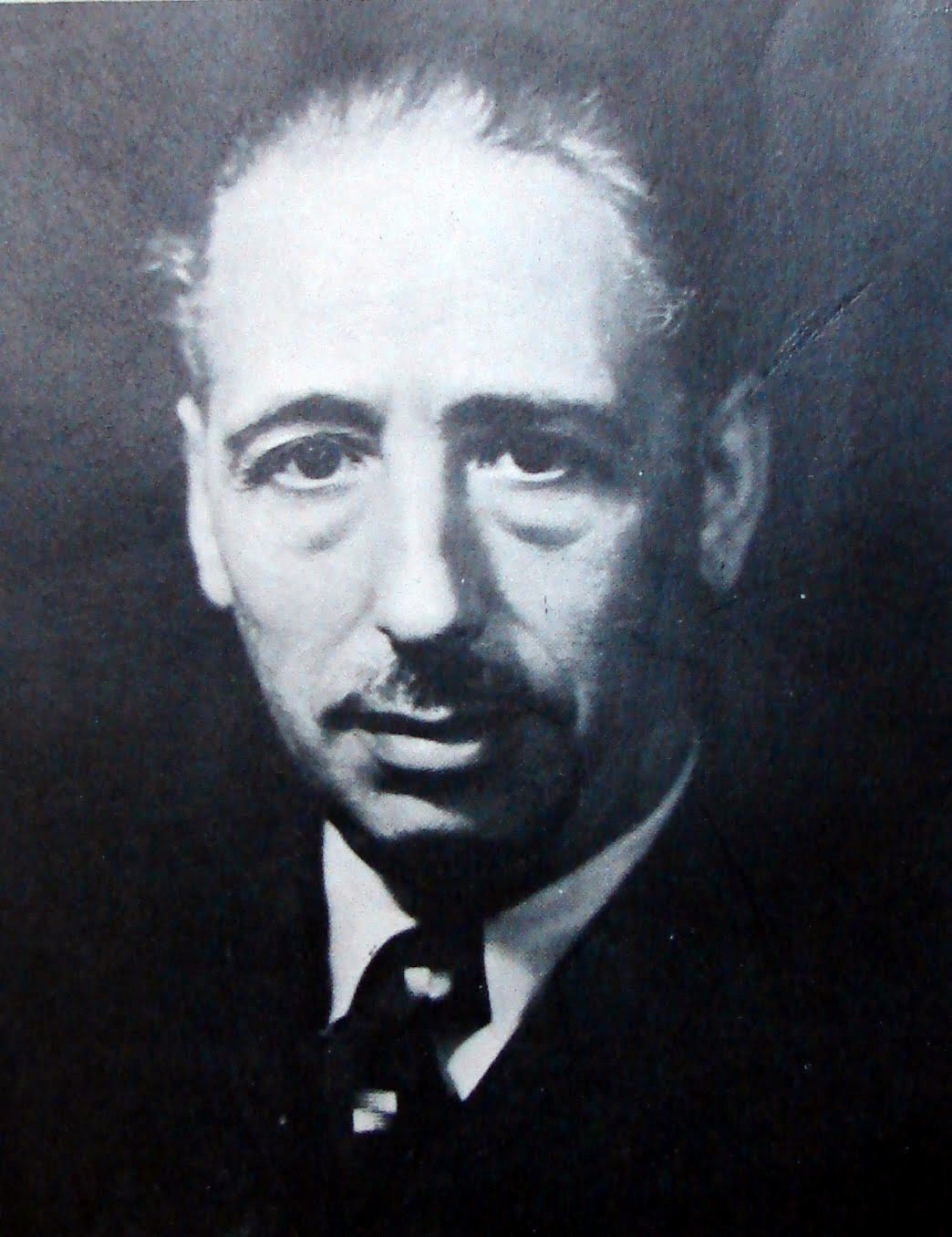
President de la Generalitat de Catalunya Lluís Companys.

El 25 de desembre de 1933 morí Francesc Macià i el Parlament nomenà Companys com a successor, el qual va exercir el càrrec fins al final de la Guerra civil espanyola excepte el parèntesi de suspensió de l'Estatut que va d'octubre de 1934 a febrer de 1936, ocasionat pels fets del sis d'octubre. Al capdavant del Parlament a Companys el succeïren Joan Casanovas i Maristany fins al 1938, i després Josep Irla i Bosch. L'Estatut Interior de Catalunya de 25 de maig de 1933 va deixar fixades les institucions autonòmiques i les relacions entre elles, i es configurà el Consell Executiu, encapçalat pel president de la Generalitat —o per un Conseller Primer, com a delegat de l'anterior— i format per consellers titulars dels departaments de l'administració. El traspàs dels serveis d'ordre públic permeté eliminar els governadors civils i donà lloc a la Junta de Seguretat de Catalunya que coordinava les accions autonòmica i estatal en aquesta àrea, i el Tribunal de Cassació, amb jurisdicció sobre les matèries civils i administratives de competència autonòmica.
El 6 d'octubre, en resposta a l'entrada de les dretes de la CEDA al govern espanyol, el president Companys va proclamar unilateralment un «Estat Català de la República Federal espanyola» però la insurrecció va ser vençuda el mateix dia pel capità general de Catalunya, i Companys destituït i empresonat. Entre octubre de 1934 i febrer de 1936, l'Estatut va ser suspès pel govern de Madrid i la presidència de la Generalitat fou ocupada per persones designades pel govern central amb el títol de governadors generals de Catalunya: Francisco Jiménez Arenas, Manuel Portela Valladares, el republicà radical Joan Pich i Pon, Eduardo Alonso, el cedista valencià Ignasi Villalonga, i el lliguista Fèlix Escalas. Amb el triomf del Front Popular a les eleccions de 16 de febrer de 1936 es va aixecar la suspensió de l'Estatut i Companys va tornar a ser president de la Generalitat.
El cop i l'aixecament militar del 18 de juliol de 1936 provocà l'inici de la Guerra civil espanyola. El general Francisco Franco va abolir la Generalitat quan entrà el 1938 a Catalunya per Lleida, per bé que la Generalitat republicana va seguir actuant fins a l'entrada de les tropes franquistes el gener de 1939. Un cop acabada la Guerra Civil espanyola de 1936–1939, la Generalitat es va exiliar. El nou règim franquista reproduí la repressió de Felip V i, a més, abolí les institucions de la Generalitat. El seu president, Lluís Companys, defensor de la legalitat constitucional republicana, fou detingut amb la col·laboració nazi de la Gestapo, li va ser aplicada l'extradició i el van tornar a Espanya, on va ser jutjat en consell de guerra, condemnat a mort i afusellat al castell de Montjuïc (1940). Mort el president Companys, Josep Irla, darrer president del Parlament català, es feu càrrec de la presidència de la Generalitat a l'exili fins que, l'any 1954, el va succeir Josep Tarradellas, també a l'exili. Novament, el centralisme imposà els governadors civils i les diputacions provincials, i al Palau de la Generalitat s'instal·là un cop més la Diputació de Barcelona. Aquesta divisió provincial ignorava la divisió territorial comarcal, tradicional a Catalunya.

### Restauració de la Generalitat contemporània
El 4 de gener de 1977, durant la Transició democràtica espanyola, es creà per decret el Consell General de Catalunya. Després de les eleccions legislatives espanyoles del 15 de juny de 1977 el president exiliat de la Generalitat Josep Tarradellas i Joan es va reunir amb el president del Govern espanyol, Adolfo Suárez, per negociar el restabliment de la Generalitat. El 29 de setembre de 1977 el president del govern espanyol derogà la llei franquista de 1938 que havia abolit les institucions catalanes d'autogovern i restablí provisionalment la Generalitat de Catalunya en virtut del reial decret llei 41/1977, abans per tant de l'aprovació de la Constitució espanyola de 1978. Dies després, el 17 d'octubre de 1977, es nomenà a Josep Tarradellas com a President provisional de la Generalitat i a Frederic Rahola i d'Espona com a Conseller de Presidència. Tarradellas formà un govern de concentració (1977–1980) amb dotze consellers per tal de redactar l'estatut d'Autonomia de Catalunya de 1979 que seria aprovat en referèndum el novembre de 1979. Finalment va convocar eleccions al Parlament de Catalunya (1980) i als comicis convocats el 20 de març de 1980 foren elegits els primers 135 diputats del Parlament de Catalunya, que quedà constituït el 10 d'abril. Finalment amb l'elecció del president del Parlament i del president de la Generalitat quedà format el primer Govern estatutari i la Generalitat de Catalunya quedà total i novament constituïda.

### Aplicació de l'article 155
El 27 d'octubre de 2017, el Parlament de Catalunya va aprovar l'inici dels tràmits per a constituir la República Catalana. El Govern espanyol, en aplicació de l'Article 155 de la Constitució, va dissoldre el Parlament i va assumir les funcions de Presidència i del Govern. El 21 de desembre del 2017 es van celebrar eleccions al Parlament, on els partits independentistes van revalidar la seva majoria parlamentària. El 30 de juny de 2018, després de més de 7 mesos, es va aixecar l'article 155.

### La Generalitat post-155
El Govern de Catalunya 2018-2021 va ser presidit per Quim Torra fins al 28 de setembre del 2020, i per Pere Aragonès de forma interina després de la seva inhabilitació, dictada pel Tribunal Suprem per desobeir l'ordre de la Junta Electoral Central de retirar una pancarta a favor dels presos polítics del balcó del Palau de la Generalitat abans de les eleccions generals espanyoles d'abril de 2019. Les Eleccions al Parlament de Catalunya de 2021 es van convocar en exhaurir-se el termini legal per nomenar un nou president de la Generalitat. El 15 de gener, a causa de la crisi sanitària es va deixar sense efecte la convocatòria i es van posposar al 30 de maig de 2021, però una resolució del TSJC va mantenir en vigor la data del 14 de febrer. i el 21 de maig de 2021, fou investit Pere Aragonès i Garcia President de la Generalitat de Catalunya, amb 74 vots afirmatius contra 61 vots negatius.

## La Generalitat en l'actualitat
En l'actualitat, segons l'Estatut de Catalunya, la Generalitat de Catalunya és el sistema institucional en què s'organitza políticament l'autogovern de Catalunya. Està formada pel Parlament de Catalunya, pel Consell Executiu o Govern, per la Presidència de la Generalitat i per les altres institucions que l'Estatut i les lleis estableixen.
La Generalitat compta amb més de 200.000 treballadors públics per atendre el funcionament dels serveis que li són propis. La majoria treballa en serveis d'atenció directa a les persones i són docents, personal sanitari o es dediquen a l'àmbit de l'Administració i els serveis.

### El Parlament
El Parlament de Catalunya representa el poble de Catalunya. Exerceix la potestat legislativa, aprova els pressupostos de la Generalitat i controla i impulsa l'acció política i de Govern. Exerceix, així mateix, les altres competències que li són atribuïdes per l'ordenament jurídic i en especial per l'Estatut de Catalunya.

### El President de la Generalitat
El President de la Generalitat de Catalunya té la més alta representació de la Generalitat i dirigeix l'acció del Govern. També té la representació ordinària de l'Estat a Catalunya.

### El Govern
El Consell Executiu de Catalunya o Govern és l'òrgan superior col·legiat que dirigeix la política i l'Administració de la Generalitat de Catalunya. És així mateix titular de la funció executiva i de la potestat reglamentària.
Existeixen delegacions territorials del Govern de la Generalitat a Barcelona, Girona, Lleida, Tarragona, Terres de l'Ebre (Tortosa), Catalunya Central (Manresa), Alt Pirineu i Aran (Tremp), i el Penedès (Vilafranca del Penedès).

### El Consell de Garanties Estatutàries
El Consell de Garanties Estatutàries de la Generalitat de Catalunya (antigament Consell Consultiu) és un organisme de caràcter consultiu que dictamina, en els casos que la llei estableix, sobre l'adequació a l'Estatut d'autonomia dels projectes o proposicions de llei sotmesos a debat i aprovació del Parlament. Vetlla a més, en la seva actuació, per l'observança i l'acompliment de la Constitució i de l'Estatut de Catalunya.

### El Síndic de Greuges
El Síndic de Greuges té la funció de protegir i defensar els drets i les llibertats que reconeixen la Constitució i l'Estatut. Amb aquesta finalitat supervisa l'activitat de la Generalitat, la dels organismes públics o privats vinculats que en depenen, la de les empreses privades que gestionen serveis públics o acompleixen activitats d'interès general o universal. Així mateix, supervisa l'activitat de l'Administració local de Catalunya i dels organismes que en depenen.

### La Sindicatura de Comptes
La Sindicatura de Comptes és l'òrgan fiscalitzador extern dels comptes, de la gestió econòmica i del control d'eficiència de la Generalitat, dels ens locals i de la resta del sector públic de Catalunya.

### El Consell de l'Audiovisual de Catalunya
El Consell de l'Audiovisual de Catalunya és l'autoritat reguladora independent en l'àmbit de la comunicació audiovisual pública i privada. El Consell actua amb plena independència del Govern en l'exercici de les seves funcions.

### La Comissió Jurídica Assessora
La Comissió Jurídica Assessora és l'alt òrgan consultiu del Govern de la Generalitat de Catalunya. Exerceix les seves funcions amb autonomia orgànica i funcional, per tal de garantir-ne l'objectivitat i la independència, d'acord amb l'Estatut d'autonomia i la Constitució.

### Delegacions a Catalunya

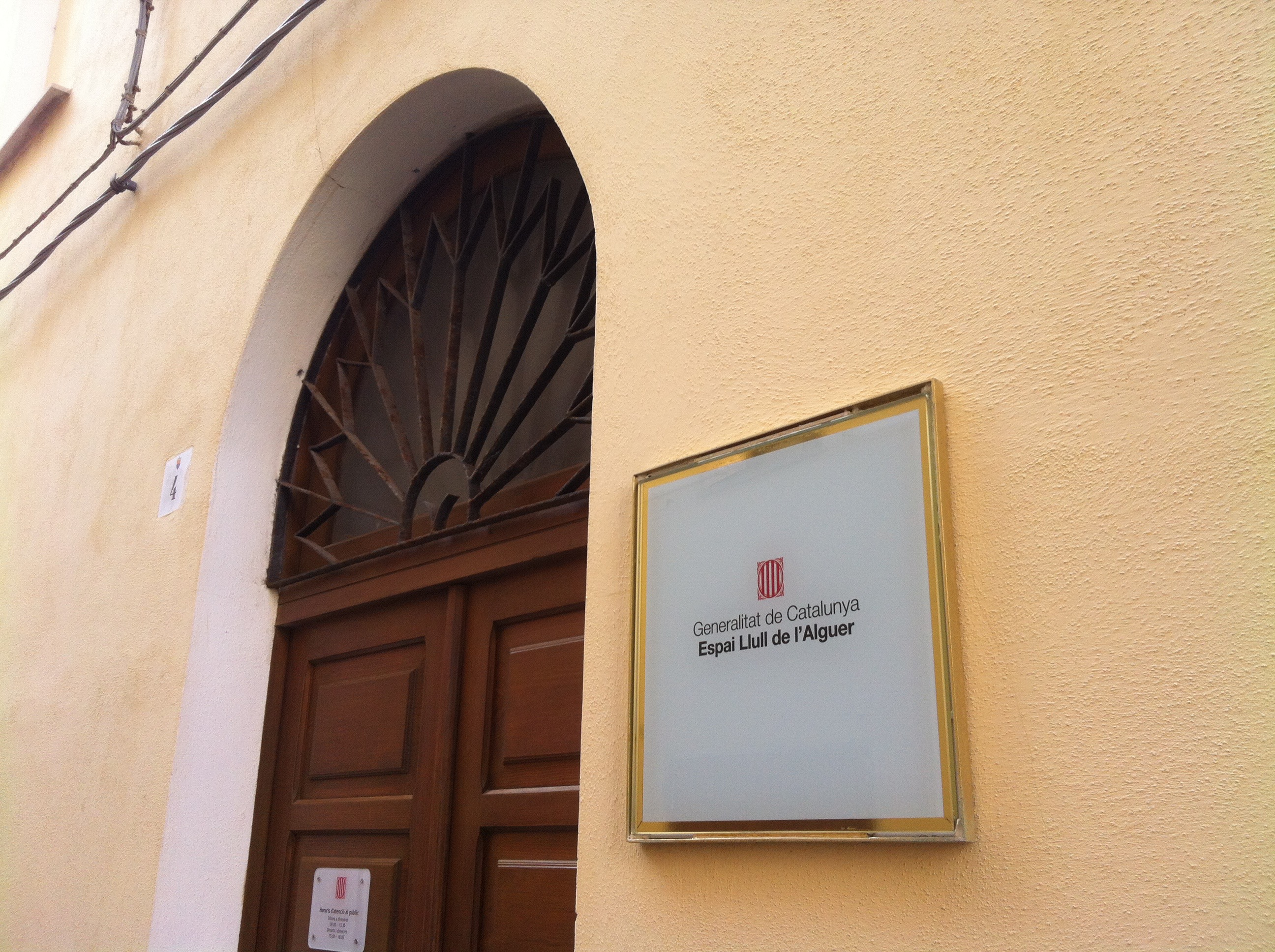
Espai Llull a l'Alguer

2003. Obertura de la Casa de la Generalitat a Perpinyà.

### Delegacions als Països Catalans
2009. Obertura de l'Espai Llull a l'Alguer

### Delegacions a l'exterior
La Generalitat, a més de comptar amb una representació a Madrid disposa d'una xarxa de delegacions a l'exterior, a l'empara dels articles 193 i 194 de l'Estatut d'Autonomia.
L'any 2017, durant el període d'intervenció de la Generalitat de Catalunya per part del Govern d'Espanya, en aplicació de l'Article 155, la majoria de delegacions van ser tancades. A partir del 2018, amb la retirada de l'aplicació d'aquest article, el govern de Catalunya 2018 va començar el procés de reobertura de la xarxa de delegacions. En concret, actualment la Generalitat té vint-i-una delegacions del Govern a l'exterior.
| Les delegacions a l'exterior en actiu de la Generalitat són: - Delegació davant la Unió Europea . Amb seu a Brussel·les, el delegat actual és Ignasi Centelles Santana, des de l'octubre del 2022. - Delegació a l'Àfrica Meridional , en l'àmbit territorial de Sud-àfrica, Moçambic i Angola. Actualment amb seu a Barcelona però amb previsió que sigui a Pretòria, el delegat actual és Laureà Fanega Macías des del setembre del 2022. - Delegació a Alemanya . Amb seu a Berlín, la delegada actual és Marie Kapretz des de l'agost del 2022. - Delegació a Andorra . Actualment amb seu a Barcelona, però amb previsió que sigui a Andorra la Vella, la delegada actual és Anna Vives i Tarrés des de l'abril del 2023. - Delegació al Brasil . Actualment amb seu a Barcelona, però amb previsió que sigui a Brasília, la delegada actual és Paula Mèlich Bonet des del març del 2023. - Delegació del Con Sud , amb l'àmbit territorial d'Argentina, Uruguai, Paraguai i Xile. Amb seu a Buenos Aires, el delegat actual és Josep Vives i Portell des d'agost del 2022. - Delegació a Corea del Sud . Actualment amb seu a Barcelona, però amb previsió que sigui a Seül, el delegat actual és Jaeyeok Yoon Kang des del setembre del 2023. - Delegació als Estats Units i al Canadà . Amb seu a Washington, disposa també d'oficines a Nova York i a Ottawa, el delegat actual és Isidre Sala Queralt des del setembre del 2019. - Delegació als Estats Andins , amb l'àmbit territorial de Colòmbia, Bolívia, l'Equador, el Perú i Veneçuela. Actualment amb seu a Barcelona, però amb previsió que sigui a Bogotà, de moment el lloc de delegat és vacant. - Delegació a l'Europa Central , amb l'àmbit territorial d'Àustria, Hongria, Eslovàquia, Eslovènia, República Txeca, Polònia i Liechtenstein. Amb seu a Viena, la delegada actual és Krystyna Schreiber des de l'abril del 2019. - Delegació a França . Amb seu a París, la delegada actual és Eva Doya Le Besnerais des de l'abril del 2023. - Delegació a Itàlia , amb l'àmbit territorial d'Itàlia, San Marino i Malta. Amb seu a Roma, el delegat actual és Luca Bellizzi des del juliol del 2018. - Delegació al Japó , amb l'àmbit territorial del Japó i la Xina. Actualment amb seu a Barcelona, però amb previsió que sigui a Tòquio, la delegada actual és Mònica Castellà Pujadó des del gener del 2023. - Delegació a Mèxic i l'Amèrica Central , amb l'àmbit territorial de Mèxic, Belize, Costa Rica, El Salvador, Guatemala, Hondures, Nicaragua i el Panamà. Amb seu a la Ciutat de Mèxic, el delegat és Lleïr Daban Hurtós des de l'octubre del 2019. - Delegació del Nord d'Àfrica , amb l'àmbit territorial de Tunísia, Algèria i el Marroc. Amb seu a Tunis, el delegat és Ahmed Benallal des de l'octubre del 2019. - Delegació dels Països Nòrdics i els Països Bàltics , amb l'àmbit territorial de Suècia, Dinamarca, Finlàndia, Islàndia, Noruega, Estònia, Letònia i Lituània. Amb seu a Estocolm, la delegada és Montserrat Riba i Cunill des de l'abril del 2022. - Delegació a Portugal . Amb seu a Lisboa, el delegat actual és Rui Álvaro Serra da Costa Reis des de l'abril del 2019. - Delegació al Regne Unit i Irlanda . Amb seu a Londres, el delegat actual és Francesc Claret Traid des del setembre del 2022. - Delegació al Senegal , amb l'àmbit territorial del Senegal, Gàmbia, Costa d'Ivori, Nigèria, Ghana i Mali. Actualment amb seu a Barcelona, però amb previsió que sigui a Dakar, el delegat actual és Javier Calderón i Raya des de l'abril del 2022. - Delegació al Sud-est d'Europa , amb l'àmbit territorial de Croàcia, Bòsnia i Hercegovina, Bulgària, Montenegro, Romania i Sèrbia. Amb seu a Zagreb, el delegat és Eric Hauck des del desembre del 2018. - Delegació a Suïssa . Amb àmbit territorial a Suïssa, però inclou també els organismes internacionals que hi són presents. Té la seu a Ginebra, i el delegat actual és Gabriel Boichat Sancho des del juny del 2020. |

## Cronologia

### Govern
| provisional        | President                               | President                               | Vicepresidència                             | Vicepresidència                                       | Governació | Governació | Governació | Governació | Justícia i Dret | Justícia i Dret | Treball | Treball | Economia | Finances | Instrucció / Instrucció pública | Instrucció / Instrucció pública | Instrucció / Instrucció pública | Foment / Obres públiques | Sanitat i Beneficència / Sanitat i Assistència Social                                                                                                   | Agricultura | Agricultura |
| ------------------ | --------------------------------------- | --------------------------------------- | ------------------------------------------- | ----------------------------------------------------- | --- | --- | --- | --- | --- | --- | --- | --- | --- | --- | --- | --- | --- | --- | --- | --- | --- |
| 1931–32            | Francesc Macià i Llussà (ERC)           | Francesc Macià i Llussà (ERC)           |                                             |                                                       | Joan Casanovas i Maristany (ERC) | Joan Casanovas i Maristany (ERC) | Joan Casanovas i Maristany (ERC) | Joan Casanovas i Maristany (ERC) | Pere Comas i Calvet (ERC) | Pere Comas i Calvet (ERC) | Manuel Serra i Moret (USC) | Manuel Serra i Moret (USC) | Manuel Serra i Moret (USC) | Casimir Giralt i Bullich (PRR) | Ventura Gassol i Rovira (ERC) | Ventura Gassol i Rovira (ERC) | Ventura Gassol i Rovira (ERC) | Salvador Vidal i Rosell (UGT) Josep Jové i Surroca (UGT)                                                                                                | Manuel Carrasco i Formiguera (PCR) | Salvador Vidal i Rosell (UGT) Josep Jové i Surroca (UGT)                                                                                                | Salvador Vidal i Rosell (UGT) Josep Jové i Surroca (UGT) |
| 1931–32            | Francesc Macià i Llussà (ERC)           | Francesc Macià i Llussà (ERC)           | Joan Casanovas i Maristany (ERC)            | Joan Casanovas i Maristany (ERC)                      | Josep Tarradellas i Joan (ERC) | Josep Tarradellas i Joan (ERC) | Josep Tarradellas i Joan (ERC) | Josep Tarradellas i Joan (ERC) | Pere Comas i Calvet (ERC) | Pere Comas i Calvet (ERC) | Manuel Serra i Moret (USC) | Manuel Serra i Moret (USC) | Manuel Serra i Moret (USC) | Casimir Giralt i Bullich (PRR) | Ventura Gassol i Rovira (ERC) | Ventura Gassol i Rovira (ERC) | Ventura Gassol i Rovira (ERC) | Joan Casanovas i Maristany (ERC) | Josep Jové i Surroca (ex-UGT) | Francesc Macià (ERC) | Francesc Macià (ERC) |
| 1931–32            | Francesc Macià i Llussà (ERC)           | Francesc Macià i Llussà (ERC)           |                                             |                                                       | Josep Tarradellas i Joan (ERC) | Josep Tarradellas i Joan (ERC) | Josep Tarradellas i Joan (ERC) | Josep Tarradellas i Joan (ERC) | Pere Comas i Calvet (ERC) | Pere Comas i Calvet (ERC) | Francesc Xavier Casals i Vidal (ERC) | Francesc Xavier Casals i Vidal (ERC) | Manuel Serra i Moret (USC) | Carles Pi i Sunyer (ERC) | Ventura Gassol i Rovira (ERC) | Ventura Gassol i Rovira (ERC) | Ventura Gassol i Rovira (ERC) | Joan Lluhí i Vallescà (ERC) | Antoni Xirau i Palau (ERC) | Francesc Macià (ERC) | Francesc Macià (ERC) |
| I legislatura      | President                               | President                               | President                                   | President                                             | Governació | Governació | Governació | Governació | Justícia i Dret / Justícia | Justícia i Dret / Justícia | Treball i Assistència Social / Treball i Obres públiques / Treball                                                                                      | Treball i Assistència Social / Treball i Obres públiques / Treball                                                                                      | Agricultura i Economia | Hisenda / Finances | Cultura | Cultura | Cultura | Obres Públiques | Sanitat / Sanitat i Assistència Social | | |
| 1932–33            | Francesc Macià i Llussà (ERC)           | Francesc Macià i Llussà (ERC)           | Francesc Macià i Llussà (ERC)               | Francesc Macià i Llussà (ERC)                         | Josep Tarradellas i Joan (ERC) | Josep Tarradellas i Joan (ERC) | Josep Tarradellas i Joan (ERC) | Josep Tarradellas i Joan (ERC) | Pere Comas i Calvet (ERC) | Pere Comas i Calvet (ERC) | Francesc Xavier Casals i Vidal (ERC) | Francesc Xavier Casals i Vidal (ERC) | Antoni Xirau i Palau (ERC) | Carles Pi i Sunyer (ERC) | Ventura Gassol i Rovira (ERC) | Ventura Gassol i Rovira (ERC) | Ventura Gassol i Rovira (ERC) | Joan Lluhí i Vallescà (ERC) | Josep Tarradellas i Joan (ERC) | | |
| 1932–33            | Francesc Macià i Llussà (ERC)           | Francesc Macià i Llussà (ERC)           | Francesc Macià i Llussà (ERC)               | Francesc Macià i Llussà (ERC)                         | Joan Selves i Carner (ERC) | Joan Selves i Carner (ERC) | Joan Selves i Carner (ERC) | Joan Selves i Carner (ERC) | Pere Corominas i Montanya (ERC) | Pere Corominas i Montanya (ERC) | Francesc Xavier Casals i Vidal (ERC) | Francesc Xavier Casals i Vidal (ERC) | Pere Mias i Codina (ERC) | Carles Pi i Sunyer (ERC) | Ventura Gassol i Rovira (ERC) | Ventura Gassol i Rovira (ERC) | Ventura Gassol i Rovira (ERC) | | Josep Dencàs i Puigdollers (ERC) | | |
| 1932–33            | Francesc Macià i Llussà (ERC)           | Francesc Macià i Llussà (ERC)           | Francesc Macià i Llussà (ERC)               | Francesc Macià i Llussà (ERC)                         | Pere Mestres i Albet (ERC) | Pere Mestres i Albet (ERC) | Pere Mestres i Albet (ERC) | Pere Mestres i Albet (ERC) | Pere Corominas i Montanya (ERC) | Pere Corominas i Montanya (ERC) | Martí Barrera i Maresta (ERC) | Martí Barrera i Maresta (ERC) | Joan Ventosa i Roig (ERC) | Miquel Santaló i Parvorell (ERC) | Ventura Gassol i Rovira (ERC) | Ventura Gassol i Rovira (ERC) | Ventura Gassol i Rovira (ERC) | | Josep Dencàs i Puigdollers (ERC) | | |
| 1934–36            | Lluís Companys i Jover (ERC)            | Lluís Companys i Jover (ERC)            | Lluís Companys i Jover (ERC)                | Lluís Companys i Jover (ERC)                          | Joan Selves i Carner (ERC) | Joan Selves i Carner (ERC) | Joan Selves i Carner (ERC) | Joan Selves i Carner (ERC) | Joan Lluhí i Vallescà (PNRE) | Joan Lluhí i Vallescà (PNRE) | Martí Barrera i Maresma (ERC) | Martí Barrera i Maresma (ERC) | Joan Comorera i Soler (USC) | Martí Esteve i Guau (ACR) | Ventura Gassol i Rovira (ERC) | Ventura Gassol i Rovira (ERC) | Ventura Gassol i Rovira (ERC) | | Josep Dencàs i Puigdollers (ERC) | | |
| 1934–36            | Lluís Companys i Jover (ERC)            | Lluís Companys i Jover (ERC)            | Lluís Companys i Jover (ERC)                | Lluís Companys i Jover (ERC)                          | Josep Dencàs i Puigdollers (ERC) | Josep Dencàs i Puigdollers (ERC) | Josep Dencàs i Puigdollers (ERC) | Josep Dencàs i Puigdollers (ERC) | Joan Lluhí i Vallescà (PNRE) | Joan Lluhí i Vallescà (PNRE) | Martí Barrera i Maresma (ERC) | Martí Barrera i Maresma (ERC) | Joan Comorera i Soler (USC) | Martí Esteve i Guau (ACR) | Ventura Gassol i Rovira (ERC) | Ventura Gassol i Rovira (ERC) | Ventura Gassol i Rovira (ERC) | Pere Mestres i Albet (ERC) | Pere Mestres i Albet (ERC) | | |
| 1934–36            | Lluís Companys i Jover (ERC)            | Lluís Companys i Jover (ERC)            | Lluís Companys i Jover (ERC)                | Lluís Companys i Jover (ERC)                          | Josep Maria Espanya i Sirat (ERC) | | | | Joan Lluhí i Vallescà (PNRE) | Joan Lluhí i Vallescà (PNRE) | Martí Barrera i Maresma (ERC) | Martí Barrera i Maresma (ERC) | Joan Comorera i Soler (USC) | Martí Esteve i Guau (ACR) | Ventura Gassol i Rovira (ERC) | Ventura Gassol i Rovira (ERC) | Ventura Gassol i Rovira (ERC) | Pere Mestres i Albet (ERC) | Pere Mestres i Albet (ERC) | | |
| 1934–36            | Lluís Companys i Jover (ERC)            | Lluís Companys i Jover (ERC)            | Lluís Companys i Jover (ERC)                | Lluís Companys i Jover (ERC)                          | Pere Comas i Calvet (ERC) | Pere Comas i Calvet (ERC) | Lluís Prunés i Sató (ERC) | Manuel Corachan i Garcia | | | Martí Barrera i Maresma (ERC) | Martí Barrera i Maresma (ERC) | | Martí Esteve i Guau (ACR) | Ventura Gassol i Rovira (ERC) | Ventura Gassol i Rovira (ERC) | Ventura Gassol i Rovira (ERC) | Pere Mestres i Albet (ERC) | | | |
| 1936–39            | Lluís Companys i Jover (ERC)            | Lluís Companys i Jover (ERC)            | Lluís Companys i Jover (ERC)                | Lluís Companys i Jover (ERC)                          | Consellers en algun període durant la guerra | Consellers en algun període durant la guerra | Consellers en algun període durant la guerra | Consellers en algun període durant la guerra | Consellers en algun període durant la guerra | Consellers en algun període durant la guerra | Consellers en algun període durant la guerra | Consellers en algun període durant la guerra | Consellers en algun període durant la guerra | Consellers en algun període durant la guerra | Consellers en algun període durant la guerra | Consellers en algun període durant la guerra | Consellers en algun període durant la guerra | Consellers en algun període durant la guerra | Consellers en algun període durant la guerra | Consellers en algun període durant la guerra | Consellers en algun període durant la guerra |
| 1936–39            | Lluís Companys i Jover (ERC)            | Lluís Companys i Jover (ERC)            | Lluís Companys i Jover (ERC)                | Lluís Companys i Jover (ERC)                          | Andreu Capdevila i Puig (CNT) Andreu Nin i Pérez (POUM) Antoni Garcia i Birlan (CNT) Antoni Maria Sbert i Massanet (ERC) Antoni Sesé i Artaso Artemi Aiguader i Miró (ERC) Aureli Fernàndez (CNT) Carles Martí i Feced (ERC) Carles Pi i Sunyer (ERC) Dídac Abad de Santillan (CNT) Estanislau Ruiz i Ponsetí (PSUC) Felip Díaz i Sandino Francesc Isgleas i Piarnau (CNT) Joan Comorera i Soler (PSUC – UGT) Joan Porqueras i Fàbregas (CNT) Joan Puig i Ferreter (ERC) Joaquim Pou i Mas (UR) Josep Calvet i Móra (UR) Josep Juan i Domènech (CNT) Josep Maria Espanya i Sirat (ERC) Josep Miret i Musté (UGT) Josep Quero i Molares Josep Tarradellas i Joan (ERC) Lluís Prunes i Sató (ERC) Martí Esteve i Guau (ACR) Martí Rouret i Callol (ERC) Miquel Serra i Pàmies (PSUC) Miquel Valdés i Valdés (PSUC) Pedro Herrera (CNT) Pere Bosch i Gimpera (ACR) Pere Mestres i Albet (ERC) Rafael Closas i Cendra (ACR) Rafael Vidiella i Franch (PSUC – UGT) Valeri Mas i Casas (CNT) Ventura Gassol i Rovira (ERC) | | | | | | | | | | | | | | | | |
| Exili              | President                               | President                               | President                                   | President                                             | | | | | | | | | | | | | | | | | |
| 1939–40            | Lluís Companys i Jover (ERC)            | Lluís Companys i Jover (ERC)            | Lluís Companys i Jover (ERC)                | Lluís Companys i Jover (ERC)                          | | | | | | | | | | | | | | | | | |
| 1940–45            | Josep Irla i Bosch (ERC)                | Josep Irla i Bosch (ERC)                | Josep Irla i Bosch (ERC)                    | Josep Irla i Bosch (ERC)                              | | | | | | | | | | | | | | | | | |
| 1945–48            | Josep Irla i Bosch (ERC)                | Josep Irla i Bosch (ERC)                | Josep Irla i Bosch (ERC)                    | Josep Irla i Bosch (ERC)                              | El 1945 fou constituït a París un govern de personalitats (P. Fabra, J. Carner, Rovira i Virgili, Serra i Moret, etc.) que durà fins al gener del 1948. | El 1945 fou constituït a París un govern de personalitats (P. Fabra, J. Carner, Rovira i Virgili, Serra i Moret, etc.) que durà fins al gener del 1948. | El 1945 fou constituït a París un govern de personalitats (P. Fabra, J. Carner, Rovira i Virgili, Serra i Moret, etc.) que durà fins al gener del 1948. | El 1945 fou constituït a París un govern de personalitats (P. Fabra, J. Carner, Rovira i Virgili, Serra i Moret, etc.) que durà fins al gener del 1948. | El 1945 fou constituït a París un govern de personalitats (P. Fabra, J. Carner, Rovira i Virgili, Serra i Moret, etc.) que durà fins al gener del 1948. | El 1945 fou constituït a París un govern de personalitats (P. Fabra, J. Carner, Rovira i Virgili, Serra i Moret, etc.) que durà fins al gener del 1948. | El 1945 fou constituït a París un govern de personalitats (P. Fabra, J. Carner, Rovira i Virgili, Serra i Moret, etc.) que durà fins al gener del 1948. | El 1945 fou constituït a París un govern de personalitats (P. Fabra, J. Carner, Rovira i Virgili, Serra i Moret, etc.) que durà fins al gener del 1948. | El 1945 fou constituït a París un govern de personalitats (P. Fabra, J. Carner, Rovira i Virgili, Serra i Moret, etc.) que durà fins al gener del 1948. | El 1945 fou constituït a París un govern de personalitats (P. Fabra, J. Carner, Rovira i Virgili, Serra i Moret, etc.) que durà fins al gener del 1948. | El 1945 fou constituït a París un govern de personalitats (P. Fabra, J. Carner, Rovira i Virgili, Serra i Moret, etc.) que durà fins al gener del 1948. | El 1945 fou constituït a París un govern de personalitats (P. Fabra, J. Carner, Rovira i Virgili, Serra i Moret, etc.) que durà fins al gener del 1948. | El 1945 fou constituït a París un govern de personalitats (P. Fabra, J. Carner, Rovira i Virgili, Serra i Moret, etc.) que durà fins al gener del 1948. | El 1945 fou constituït a París un govern de personalitats (P. Fabra, J. Carner, Rovira i Virgili, Serra i Moret, etc.) que durà fins al gener del 1948. | El 1945 fou constituït a París un govern de personalitats (P. Fabra, J. Carner, Rovira i Virgili, Serra i Moret, etc.) que durà fins al gener del 1948. | El 1945 fou constituït a París un govern de personalitats (P. Fabra, J. Carner, Rovira i Virgili, Serra i Moret, etc.) que durà fins al gener del 1948. | El 1945 fou constituït a París un govern de personalitats (P. Fabra, J. Carner, Rovira i Virgili, Serra i Moret, etc.) que durà fins al gener del 1948.       |
| 1948–54            | Josep Irla i Bosch (ERC)                | Josep Irla i Bosch (ERC)                | Josep Irla i Bosch (ERC)                    | Josep Irla i Bosch (ERC)                              | | | | | | | | | | | | | | | | | |
| 1954–77            | Josep Tarradellas i Joan (ERC)          | Josep Tarradellas i Joan (ERC)          | Josep Tarradellas i Joan (ERC)              | Josep Tarradellas i Joan (ERC)                        | | | | | | | | | | | | | | | | | |
| provisional        | President                               | President                               | President                                   | President                                             | Governació | Governació | Governació | Governació | Governació | Governació | Treball | Treball | Treball | Economia i Finances | Ensenyament i Cultura | Ensenyament i Cultura | Ensenyament i Cultura | Política Territorial i Obres Públiques | Sanitat i Assistència Social | Agricultura i Ramaderia | Sense cartera |
| 1977–78            | Josep Tarradellas i Joan (ERC)          | Josep Tarradellas i Joan (ERC)          | Josep Tarradellas i Joan (ERC)              | Josep Tarradellas i Joan (ERC)                        | Frederic Rahola i d'Espona (ERC) | Frederic Rahola i d'Espona (ERC) | Frederic Rahola i d'Espona (ERC) | Frederic Rahola i d'Espona (ERC) | Frederic Rahola i d'Espona (ERC) | Frederic Rahola i d'Espona (ERC) | Joan Codina i Torres (PSC) | Joan Codina i Torres (PSC) | Joan Codina i Torres (PSC) | Joan Josep Folchi i Bonafonte (UCD) | Pere Pi–Sunyer i Bayo (CDC) | Pere Pi–Sunyer i Bayo (CDC) | Pere Pi–Sunyer i Bayo (CDC) | Narcis Serra i Serra (PSC) | Ramon Espasa i Oliver (PSUC) | Josep Roig i Magrinyà (ERC) | Antoni Gutiérrez Díaz (PSUC), Jordi Pujol i Soley (CDC), Joan Reventós i Carner (PSC), Carles Santís i Anfruns (UCD) i Josep Maria Triginer i Fernández (PSC) |
| 1978–79            | Josep Tarradellas i Joan (ERC)          | Josep Tarradellas i Joan (ERC)          | Josep Tarradellas i Joan (ERC)              | Josep Tarradellas i Joan (ERC)                        | Manuel Ortínez i Mur | Manuel Ortínez i Mur | Manuel Ortínez i Mur | Manuel Ortínez i Mur | Manuel Ortínez i Mur | Manuel Ortínez i Mur | Joan Codina i Torres (PSC) | Joan Codina i Torres (PSC) | Joan Codina i Torres (PSC) | Eduard Punset i Casals | Pere Pi–Sunyer i Bayo (CDC) | Pere Pi–Sunyer i Bayo (CDC) | Pere Pi–Sunyer i Bayo (CDC) | Narcis Serra i Serra (PSC) | Ramon Espasa i Oliver (PSUC) | Josep Roig i Magrinyà (ERC) | Antoni Gutiérrez Díaz (PSUC), Jordi Pujol i Soley (CDC), Joan Reventós i Carner (PSC), Carles Santís i Anfruns (UCD) i Josep Maria Triginer i Fernández (PSC) |
| 1979–80            | Josep Tarradellas i Joan (ERC)          | Josep Tarradellas i Joan (ERC)          | Josep Tarradellas i Joan (ERC)              | Josep Tarradellas i Joan (ERC)                        | Josep Maria Bricall i Masip | Josep Maria Bricall i Masip | Josep Maria Bricall i Masip | Josep Maria Bricall i Masip | Josep Maria Bricall i Masip | Josep Maria Bricall i Masip | Joan Codina i Torres (PSC) | Joan Codina i Torres (PSC) | Joan Codina i Torres (PSC) | Eduard Punset i Casals | Pere Pi–Sunyer i Bayo (CDC) | Pere Pi–Sunyer i Bayo (CDC) | Pere Pi–Sunyer i Bayo (CDC) | Lluís Armet i Coma (PSC) | Ramon Espasa i Oliver (PSUC) | Josep Roig i Magrinyà (ERC) | Antoni Gutiérrez Díaz (PSUC), Jordi Pujol i Soley (CDC), Joan Reventós i Carner (PSC), Carles Santís i Anfruns (UCD) i Josep Maria Triginer i Fernández (PSC) |
| II legislatura     | President                               | Adjunt a la Presidència                 | Adjunt a la Presidència                     | Adjunt a la Presidència                               | Governació | Governació | Governació | Governació | Justícia | Justícia | Treball | Indústria i Energia | Comerç i Turisme | Economia i Finances | Ensenyament | Ensenyament | Cultura i Mitjans de Comunicació | Política Territorial i Obres Públiques | Sanitat i Seguretat Social | Agricultura, Ramaderia i Pesca | Agricultura, Ramaderia i Pesca |
| 1980–82            | Jordi Pujol i Soley (CiU)               | Miquel Coll i Alentorn (UDC)            | Miquel Coll i Alentorn (UDC)                | Miquel Coll i Alentorn (UDC)                          | Joan Vidal i Gayolà (CDC) | Joan Vidal i Gayolà (CDC) | Joan Vidal i Gayolà (CDC) | Joan Vidal i Gayolà (CDC) | Ignasi de Gispert i Jordà (UDC) | Ignasi de Gispert i Jordà (UDC) | Joan Rigol i Roig (UDC) | Vicenç Oller i Compañ (CDC) | Francesc Sanuy i Gistau (CDC) | Ramon Trias i Fargas (CDC) | Joan Guitart i Agell (CDC) | Joan Guitart i Agell (CDC) | Max Cahner i Garcia (CDC) | Josep Maria Culell i Nadal (CDC) | Josep Laporte i Salas (CDC) | Agustí Carol i Foix (CDC) | Agustí Carol i Foix (CDC) |
| 1982–83            | Jordi Pujol i Soley (CiU)               | Miquel Coll i Alentorn (UDC)            | Miquel Coll i Alentorn (UDC)                | Miquel Coll i Alentorn (UDC)                          | Macià Alavedra i Moner (CDC) | Macià Alavedra i Moner (CDC) | Macià Alavedra i Moner (CDC) | Macià Alavedra i Moner (CDC) | Agustí Bassols i Parés (UDC) | Agustí Bassols i Parés (UDC) | Joan Rigol i Roig (UDC) | Vicenç Oller i Compañ (CDC) | Francesc Sanuy i Gistau (CDC) | Jordi Panasdemunt i Gubert (CDC) | Joan Guitart i Agell (CDC) | Joan Guitart i Agell (CDC) | Max Cahner i Garcia (CDC) | Josep Maria Culell i Nadal (CDC) | Josep Laporte i Salas (CDC) | Agustí Carol i Foix (CDC) | Agustí Carol i Foix (CDC) |
| 1983–84            | Jordi Pujol i Soley (CiU)               | Miquel Coll i Alentorn (UDC)            | Miquel Coll i Alentorn (UDC)                | Miquel Coll i Alentorn (UDC)                          | Macià Alavedra i Moner (CDC) | Macià Alavedra i Moner (CDC) | Macià Alavedra i Moner (CDC) | Macià Alavedra i Moner (CDC) | Agustí Bassols i Parés (UDC) | Agustí Bassols i Parés (UDC) | Joan Rigol i Roig (UDC) | Vicenç Oller i Compañ (CDC) | Francesc Sanuy i Gistau (CDC) | Josep Maria Culell i Nadal (CDC) | Joan Guitart i Agell (CDC) | Joan Guitart i Agell (CDC) | Max Cahner i Garcia (CDC) | Xavier Bigatà i Ribé (CDC) | Josep Laporte i Salas (CDC) | Agustí Carol i Foix (CDC) | Agustí Carol i Foix (CDC) |
| III legislatura    | President                               | President                               | President                                   | President                                             | Governació | Governació | Governació | Governació | Agustí Bassols i Parés (UDC) | Agustí Bassols i Parés (UDC) | Treball | Indústria i Energia | Francesc Sanuy i Gistau (CDC) | Josep Maria Culell i Nadal (CDC) | Joan Guitart i Agell (CDC) | Joan Guitart i Agell (CDC) | Cultura | Xavier Bigatà i Ribé (CDC) | Josep Laporte i Salas (CDC) | Agricultura, Ramaderia i Pesca | Agricultura, Ramaderia i Pesca |
| 1984–85            | Jordi Pujol i Soley (CiU)               | Jordi Pujol i Soley (CiU)               | Jordi Pujol i Soley (CiU)                   | Jordi Pujol i Soley (CiU)                             | Macià Alavedra i Moner (CDC) | Macià Alavedra i Moner (CDC) | Macià Alavedra i Moner (CDC) | Macià Alavedra i Moner (CDC) | Agustí Bassols i Parés (UDC) | Agustí Bassols i Parés (UDC) | Oriol Badia i Tobella (CDC) | Joan Hortalà i Arau (ERC) | Francesc Sanuy i Gistau (CDC) | Josep Maria Culell i Nadal (CDC) | Joan Guitart i Agell (CDC) | Joan Guitart i Agell (CDC) | Joan Rigol i Roig (UDC) | Xavier Bigatà i Ribé (CDC) | Josep Laporte i Salas (CDC) | Josep MIró i Ardèvol (CDC) | Josep MIró i Ardèvol (CDC) |
| 1985–86            | Jordi Pujol i Soley (CiU)               | Jordi Pujol i Soley (CiU)               | Jordi Pujol i Soley (CiU)                   | Jordi Pujol i Soley (CiU)                             | Macià Alavedra i Moner (CDC) | Macià Alavedra i Moner (CDC) | Macià Alavedra i Moner (CDC) | Macià Alavedra i Moner (CDC) | Agustí Bassols i Parés (UDC) | Agustí Bassols i Parés (UDC) | Oriol Badia i Tobella (CDC) | Joan Hortalà i Arau (ERC) | Narcís Oliveras i Terradas (UDC) | Josep Maria Culell i Nadal (CDC) | Joan Guitart i Agell (CDC) | Joan Guitart i Agell (CDC) | Joaquim Ferrer i Roca (CDC) | Xavier Bigatà i Ribé (CDC) | Josep Laporte i Salas (CDC) | Josep MIró i Ardèvol (CDC) | Josep MIró i Ardèvol (CDC) |
| 1986–87            | Jordi Pujol i Soley (CiU)               | Jordi Pujol i Soley (CiU)               | Jordi Pujol i Soley (CiU)                   | Jordi Pujol i Soley (CiU)                             | Agustí Bassols i Parés (UDC) | Agustí Bassols i Parés (UDC) | Agustí Bassols i Parés (UDC) | Agustí Bassols i Parés (UDC) | Joaquim Xicoy i Bassegoda (UDC) | Joaquim Xicoy i Bassegoda (UDC) | Oriol Badia i Tobella (CDC) | Joan Hortalà i Arau (ERC) | Joaquim Molins i Amat (CDC) | Josep Maria Culell i Nadal (CDC) | Joan Guitart i Agell (CDC) | Joan Guitart i Agell (CDC) | Joaquim Ferrer i Roca (CDC) | Xavier Bigatà i Ribé (CDC) | Josep Laporte i Salas (CDC) | Josep MIró i Ardèvol (CDC) | Josep MIró i Ardèvol (CDC) |
| 1987–88            | Jordi Pujol i Soley (CiU)               | Jordi Pujol i Soley (CiU)               | Jordi Pujol i Soley (CiU)                   | Jordi Pujol i Soley (CiU)                             | Agustí Bassols i Parés (UDC) | Agustí Bassols i Parés (UDC) | Agustí Bassols i Parés (UDC) | Agustí Bassols i Parés (UDC) | Joaquim Xicoy i Bassegoda (UDC) | Joaquim Xicoy i Bassegoda (UDC) | Oriol Badia i Tobella (CDC) | Macià Alavedra i Moner | Joaquim Molins i Amat (CDC) | Josep Manuel Basañez i Villaluenga (CDC) | Joan Guitart i Agell (CDC) | Joan Guitart i Agell (CDC) | Joaquim Ferrer i Roca (CDC) | Xavier Bigatà i Ribé (CDC) | Josep Laporte i Salas (CDC) | Josep MIró i Ardèvol (CDC) | Josep MIró i Ardèvol (CDC) |
| IV legislatura     | Jordi Pujol i Soley (CiU)               | Jordi Pujol i Soley (CiU)               | Jordi Pujol i Soley (CiU)                   | Jordi Pujol i Soley (CiU)                             | Benestar Social | Governació | Governació | Governació | Justícia | Justícia | Treball | Macià Alavedra i Moner | Comerç, Consum i Turisme | Economia i Finances | Ensenyament | Ensenyament | Cultura | Política Territorial i Obres Públiques | Sanitat i Seguretat Social | Agricultura, Ramaderia i Pesca | Medi Ambient |
| 1988–89            | Jordi Pujol i Soley (CiU)               | Jordi Pujol i Soley (CiU)               | Jordi Pujol i Soley (CiU)                   | Jordi Pujol i Soley (CiU)                             | Antoni Comas i Baldellou (CDC) | Josep Gomis i Martí (CDC) | Josep Gomis i Martí (CDC) | Josep Gomis i Martí (CDC) | Agustí Bassols i Parés (UDC | Agustí Bassols i Parés (UDC | Ignasi Farreres i Bochacha (UDC) | Macià Alavedra i Moner | Lluís Alegre i Selga | Ramon Trias i Fargas (CDC) | Josep Laporte i Salas (CDC) | Josep Laporte i Salas (CDC) | Joan Guitart i Agell (CDC) | Joaquim Molins i Amat (CDC) | Xavier Trias i Vidal de Llobatera (CDC) | Josep Miró i Ardèvol (CDC) | |
| 1989–91            | Jordi Pujol i Soley (CiU)               | Jordi Pujol i Soley (CiU)               | Jordi Pujol i Soley (CiU)                   | Jordi Pujol i Soley (CiU)                             | Antoni Comas i Baldellou (CDC) | Josep Gomis i Martí (CDC) | Josep Gomis i Martí (CDC) | Josep Gomis i Martí (CDC) | Agustí Bassols i Parés (UDC | Agustí Bassols i Parés (UDC | Ignasi Farreres i Bochacha (UDC) | Macià Alavedra i Moner | Lluís Alegre i Selga | Ramon Trias i Fargas (CDC) | Josep Laporte i Salas (CDC) | Josep Laporte i Salas (CDC) | Joan Guitart i Agell (CDC) | Joaquim Molins i Amat (CDC) | Xavier Trias i Vidal de Llobatera (CDC) | Josep Miró i Ardèvol (CDC) | Albert Vilalta González (CDC) |
| 1991–92            | Jordi Pujol i Soley (CiU)               | Jordi Pujol i Soley (CiU)               | Jordi Pujol i Soley (CiU)                   | Jordi Pujol i Soley (CiU)                             | Antoni Comas i Baldellou (CDC) | Josep Gomis i Martí (CDC) | Josep Gomis i Martí (CDC) | Josep Gomis i Martí (CDC) | Agustí Bassols i Parés (UDC | Agustí Bassols i Parés (UDC | Ignasi Farreres i Bochacha (UDC) | Antoni Subirà i Claus (CDC) | Lluís Alegre i Selga | Macià Alavedra i Moner (CDC) | Josep Laporte i Salas (CDC) | Josep Laporte i Salas (CDC) | Joan Guitart i Agell (CDC) | Joaquim Molins i Amat (CDC) | Xavier Trias i Vidal de Llobatera (CDC) | Joan Vallvé i Ribera | Albert Vilalta González (CDC) |
| V legislatura      | Jordi Pujol i Soley (CiU)               | Jordi Pujol i Soley (CiU)               | Jordi Pujol i Soley (CiU)                   | Jordi Pujol i Soley (CiU)                             | Antoni Comas i Baldellou (CDC) | Josep Gomis i Martí (CDC) | Josep Gomis i Martí (CDC) | Josep Gomis i Martí (CDC) | Agustí Bassols i Parés (UDC | Agustí Bassols i Parés (UDC | Ignasi Farreres i Bochacha (UDC) | Antoni Subirà i Claus (CDC) | Lluís Alegre i Selga | Macià Alavedra i Moner (CDC) | Josep Laporte i Salas (CDC) | Josep Laporte i Salas (CDC) | Joan Guitart i Agell (CDC) | Joaquim Molins i Amat (CDC) | Xavier Trias i Vidal de Llobatera (CDC) | Joan Vallvé i Ribera | Albert Vilalta González (CDC) |
| 1992               | Jordi Pujol i Soley (CiU)               | Jordi Pujol i Soley (CiU)               | Jordi Pujol i Soley (CiU)                   | Jordi Pujol i Soley (CiU)                             | Antoni Comas i Baldellou (CDC) | Josep Gomis i Martí (CDC) | Josep Gomis i Martí (CDC) | Josep Gomis i Martí (CDC) | Agustí Bassols i Parés (UDC | Agustí Bassols i Parés (UDC | Ignasi Farreres i Bochacha (UDC) | Antoni Subirà i Claus (CDC) | Lluís Alegre i Selga | Macià Alavedra i Moner (CDC) | Josep Laporte i Salas (CDC) | Josep Laporte i Salas (CDC) | Joan Guitart i Agell (CDC) | Joaquim Molins i Amat (CDC) | Xavier Trias i Vidal de Llobatera (CDC) | Joan Vallvé i Ribera | Albert Vilalta González (CDC) |
| 1992–93            | Jordi Pujol i Soley (CiU)               | Jordi Pujol i Soley (CiU)               | Jordi Pujol i Soley (CiU)                   | Jordi Pujol i Soley (CiU)                             | Antoni Comas i Baldellou (CDC) | Maria Eugènia Cuenca (CDC) | Maria Eugènia Cuenca (CDC) | Maria Eugènia Cuenca (CDC) | Antoni Isac i Aguilar (UDC) | Antoni Isac i Aguilar (UDC) | Ignasi Farreres i Bochacha (UDC) | Antoni Subirà i Claus (CDC) | Lluís Alegre i Selga | Macià Alavedra i Moner (CDC) | Joan Maria Pujals i Vallvé (CDC) | Joan Maria Pujals i Vallvé (CDC) | Joan Guitart i Agell (CDC) | Joaquim Molins i Amat (CDC) | Xavier Trias i Vidal de Llobatera (CDC) | Francesc Xavier Marimon i Sabaté (CDC) | Albert Vilalta González (CDC) |
| 1993–94            | Jordi Pujol i Soley (CiU)               | Jordi Pujol i Soley (CiU)               | Jordi Pujol i Soley (CiU)                   | Jordi Pujol i Soley (CiU)                             | Antoni Comas i Baldellou (CDC) | Maria Eugènia Cuenca (CDC) | Maria Eugènia Cuenca (CDC) | Maria Eugènia Cuenca (CDC) | Antoni Isac i Aguilar (UDC) | Antoni Isac i Aguilar (UDC) | Ignasi Farreres i Bochacha (UDC) | Antoni Subirà i Claus (CDC) | Lluís Alegre i Selga | Macià Alavedra i Moner (CDC) | Joan Maria Pujals i Vallvé (CDC) | Joan Maria Pujals i Vallvé (CDC) | Joan Guitart i Agell (CDC) | Josep Maria Cullel i Nadal (CDC) | Xavier Trias i Vidal de Llobatera (CDC) | Francesc Xavier Marimon i Sabaté (CDC) | Albert Vilalta González (CDC) |
| 1994–95            | Jordi Pujol i Soley (CiU)               | Jordi Pujol i Soley (CiU)               | Jordi Pujol i Soley (CiU)                   | Jordi Pujol i Soley (CiU)                             | Antoni Comas i Baldellou (CDC) | Maria Eugènia Cuenca (CDC) | Maria Eugènia Cuenca (CDC) | Maria Eugènia Cuenca (CDC) | Antoni Isac i Aguilar (UDC) | Antoni Isac i Aguilar (UDC) | Ignasi Farreres i Bochacha (UDC) | Antoni Subirà i Claus (CDC) | Lluís Alegre i Selga | Macià Alavedra i Moner (CDC) | Joan Maria Pujals i Vallvé (CDC) | Joan Maria Pujals i Vallvé (CDC) | Joan Guitart i Agell (CDC) | Jaume Roma i Rodríguez (CDC) | Xavier Trias i Vidal de Llobatera (CDC) | Francesc Xavier Marimon i Sabaté (CDC) | Albert Vilalta González (CDC) |
| 1995               | Jordi Pujol i Soley (CiU)               | Jordi Pujol i Soley (CiU)               | Jordi Pujol i Soley (CiU)                   | Jordi Pujol i Soley (CiU)                             | Antoni Comas i Baldellou (CDC) | Xavier Pomés i Abella (CDC) | Xavier Pomés i Abella (CDC) | Xavier Pomés i Abella (CDC) | Núria de Gispert i Català (UDC) | Núria de Gispert i Català (UDC) | Ignasi Farreres i Bochacha (UDC) | Antoni Subirà i Claus (CDC) | Lluís Alegre i Selga | Macià Alavedra i Moner (CDC) | Joan Maria Pujals i Vallvé (CDC) | Joan Maria Pujals i Vallvé (CDC) | Joan Guitart i Agell (CDC) | Artur Mas i Gavarró (CDC) | Xavier Trias i Vidal de Llobatera (CDC) | Francesc Xavier Marimon i Sabaté (CDC) | Albert Vilalta González (CDC) |
| VI legislatura     | President                               | Presidència                             | Presidència                                 | Presidència                                           | Antoni Comas i Baldellou (CDC) | Governació | Governació | Governació | Núria de Gispert i Català (UDC) | Núria de Gispert i Català (UDC) | Ignasi Farreres i Bochacha (UDC) | Antoni Subirà i Claus (CDC) | Lluís Alegre i Selga | Macià Alavedra i Moner (CDC) | Joan Maria Pujals i Vallvé (CDC) | Joan Maria Pujals i Vallvé (CDC) | Joan Guitart i Agell (CDC) | Artur Mas i Gavarró (CDC) | Sanitat i Seguretat Social | Francesc Xavier Marimon i Sabaté (CDC) | Albert Vilalta González (CDC) |
| 1995–96            | Jordi Pujol i Soley (CiU)               | Xavier Trias i Vidal de Llobatera (CDC) | Xavier Trias i Vidal de Llobatera (CDC)     | Xavier Trias i Vidal de Llobatera (CDC)               | Antoni Comas i Baldellou (CDC) | Xavier Pomés i Abella (CDC) | Xavier Pomés i Abella (CDC) | Xavier Pomés i Abella (CDC) | Núria de Gispert i Català (UDC) | Núria de Gispert i Català (UDC) | Ignasi Farreres i Bochacha (UDC) | Antoni Subirà i Claus (CDC) | Lluís Alegre i Selga | Macià Alavedra i Moner (CDC) | Joan Maria Pujals i Vallvé (CDC) | Joan Maria Pujals i Vallvé (CDC) | Joan Guitart i Agell (CDC) | Artur Mas i Gavarró (CDC) | Eduard Rius i Pey (CDC) | Francesc Xavier Marimon i Sabaté (CDC) | Albert Vilalta González (CDC) |
| 1995–96            | Jordi Pujol i Soley (CiU)               | Xavier Trias i Vidal de Llobatera (CDC) | Xavier Trias i Vidal de Llobatera (CDC)     | Xavier Trias i Vidal de Llobatera (CDC)               | Antoni Comas i Baldellou (CDC) | Xavier Pomés i Abella (CDC) | Xavier Pomés i Abella (CDC) | Xavier Pomés i Abella (CDC) | Núria de Gispert i Català (UDC) | Núria de Gispert i Català (UDC) | Ignasi Farreres i Bochacha (UDC) | Indústria, Comerç i Turisme | | Macià Alavedra i Moner (CDC) | Joan Maria Pujals i Vallvé (CDC) | Joan Maria Pujals i Vallvé (CDC) | Joan Guitart i Agell (CDC) | Artur Mas i Gavarró (CDC) | Eduard Rius i Pey (CDC) | Francesc Xavier Marimon i Sabaté (CDC) | Albert Vilalta González (CDC) |
| 1996–97            | Jordi Pujol i Soley (CiU)               | Xavier Trias i Vidal de Llobatera (CDC) | Xavier Trias i Vidal de Llobatera (CDC)     | Xavier Trias i Vidal de Llobatera (CDC)               | Antoni Comas i Baldellou (CDC) | Xavier Pomés i Abella (CDC) | Xavier Pomés i Abella (CDC) | Xavier Pomés i Abella (CDC) | Núria de Gispert i Català (UDC) | Núria de Gispert i Català (UDC) | Ignasi Farreres i Bochacha (UDC) | Antoni Subirà i Claus | Antoni Subirà i Claus | Macià Alavedra i Moner (CDC) | Xavier Hernàndez Moreno (UDC) | Xavier Hernàndez Moreno (UDC) | Joan Maria Pujals i Vallvé (CDC) | Artur Mas i Gavarró (CDC) | Eduard Rius i Pey (CDC) | Francesc Xavier Marimon i Sabaté (CDC) | Pere Macias i Arau (CDC) |
| 1997–99            | Jordi Pujol i Soley (CiU)               | Xavier Trias i Vidal de Llobatera (CDC) | Xavier Trias i Vidal de Llobatera (CDC)     | Xavier Trias i Vidal de Llobatera (CDC)               | Antoni Comas i Baldellou (CDC) | Xavier Pomés i Abella (CDC) | Xavier Pomés i Abella (CDC) | Xavier Pomés i Abella (CDC) | Núria de Gispert i Català (UDC) | Núria de Gispert i Català (UDC) | Ignasi Farreres i Bochacha (UDC) | Antoni Subirà i Claus | Antoni Subirà i Claus | Artur Mas i Gavarró | Xavier Hernàndez Moreno (UDC) | Xavier Hernàndez Moreno (UDC) | Joan Maria Pujals i Vallvé (CDC) | Pere Macias i Arau (CDC) | Eduard Rius i Pey (CDC) | Francesc Xavier Marimon i Sabaté (CDC) | Joan Ignasi Puigdollers i Noblom (UDC) |
| VII legislatura    | Jordi Pujol i Soley (CiU)               | Xavier Trias i Vidal de Llobatera (CDC) | Xavier Trias i Vidal de Llobatera (CDC)     | Xavier Trias i Vidal de Llobatera (CDC)               | Benestar Social | Governació i Relacions Institucionals | Governació i Relacions Institucionals | Governació i Relacions Institucionals | Interior | Justícia | Treball | Antoni Subirà i Claus | Antoni Subirà i Claus | Artur Mas i Gavarró | Ensenyament | Ensenyament | Cultura | Pere Macias i Arau (CDC) | Eduard Rius i Pey (CDC) | Agricultura, Ramaderia i Pesca | Medi Ambient |
| 1999–2000          | Jordi Pujol i Soley (CiU)               | Xavier Trias i Vidal de Llobatera (CDC) | Xavier Trias i Vidal de Llobatera (CDC)     | Xavier Trias i Vidal de Llobatera (CDC)               | Irene Rigau i Oliver (CDC) | Josep Antoni Duran i Lleida (UDC) | Josep Antoni Duran i Lleida (UDC) | Josep Antoni Duran i Lleida (UDC) | Xavier Pomés i Abella (CDC) | Núria de Gispert i Català (UDC) | Lluís Franco i Sala (UDC) | Antoni Subirà i Claus | Antoni Subirà i Claus | Artur Mas i Gavarró | Carme Laura Gil i Miró (CDC) | | Jordi Vilajoana i Rovira (CDC) | Pere Macias i Arau (CDC) | Eduard Rius i Pey (CDC) | Josep Grau i Seris | Felip Puig i Godes (CDC) |
| 2000–01            | Jordi Pujol i Soley (CiU)               | Joaquim Triadú i Vila-Abadal (CDC)      | Joaquim Triadú i Vila-Abadal (CDC)          | Joaquim Triadú i Vila-Abadal (CDC)                    | Irene Rigau i Oliver (CDC) | Josep Antoni Duran i Lleida (UDC) | Josep Antoni Duran i Lleida (UDC) | Josep Antoni Duran i Lleida (UDC) | Xavier Pomés i Abella (CDC) | Núria de Gispert i Català (UDC) | Lluís Franco i Sala (UDC) | Antoni Subirà i Claus | Antoni Subirà i Claus | Artur Mas i Gavarró | Carme Laura Gil i Miró (CDC) | | Jordi Vilajoana i Rovira (CDC) | Pere Macias i Arau (CDC) | Eduard Rius i Pey (CDC) | Josep Grau i Seris | Felip Puig i Godes (CDC) |
| 2001–02            | Jordi Pujol i Soley (CiU)               | Presidència i Conseller en Cap          | Presidència i Conseller en Cap              | Presidència i Conseller en Cap                        | Benestar i Família | Núria de Gispert i Català (UDC) | Núria de Gispert i Català (UDC) | Núria de Gispert i Català (UDC) | Xavier Pomés i Abella (CDC) | Josep-Delfí Guàrdia i Canela (UDC) | Lluís Franco i Sala (UDC) | Antoni Subirà i Claus | Antoni Subirà i Claus | Francesc Homs i Ferret (CDC) | Carme Laura Gil i Miró (CDC) | Felip Puig i Godes (CDC) | Jordi Vilajoana i Rovira (CDC) | Ramon Espadaler i Parcerisas (UDC) | Eduard Rius i Pey (CDC) | Josep Grau i Seris | |
| 2001–02            | Jordi Pujol i Soley (CiU)               | Artur Mas i Gavarró (CDC)               | Artur Mas i Gavarró (CDC)                   | Artur Mas i Gavarró (CDC)                             | Irene Rigau i Oliver (CDC) | Núria de Gispert i Català (UDC) | Núria de Gispert i Català (UDC) | Núria de Gispert i Català (UDC) | Xavier Pomés i Abella (CDC) | Josep-Delfí Guàrdia i Canela (UDC) | Lluís Franco i Sala (UDC) | Antoni Subirà i Claus | Antoni Subirà i Claus | Francesc Homs i Ferret (CDC) | Carme Laura Gil i Miró (CDC) | Felip Puig i Godes (CDC) | Jordi Vilajoana i Rovira (CDC) | Ramon Espadaler i Parcerisas (UDC) | Eduard Rius i Pey (CDC) | Josep Grau i Seris | |
| 2002–03            | Jordi Pujol i Soley (CiU)               | Artur Mas i Gavarró (CDC)               | Artur Mas i Gavarró (CDC)                   | Artur Mas i Gavarró (CDC)                             | Irene Rigau i Oliver (CDC) | Josep Maria Pelegrí (UDC) | Josep Maria Pelegrí (UDC) | Josep Maria Pelegrí (UDC) | Núria de Gispert i Català (UDC) | Núria de Gispert i Català (UDC) | Treball, Indústria, Comerç i Turisme | Treball, Indústria, Comerç i Turisme | Treball, Indústria, Comerç i Turisme | Francesc Homs i Ferret (CDC) | Carme Laura Gil i Miró (CDC) | Felip Puig i Godes (CDC) | Jordi Vilajoana i Rovira (CDC) | Ramon Espadaler i Parcerisas (UDC) | Universitat, Recerca i Societat de la Informació | Josep Grau i Seris | |
| 2002–03            | Jordi Pujol i Soley (CiU)               | Artur Mas i Gavarró (CDC)               | Artur Mas i Gavarró (CDC)                   | Artur Mas i Gavarró (CDC)                             | Irene Rigau i Oliver (CDC) | Josep Maria Pelegrí (UDC) | Josep Maria Pelegrí (UDC) | Josep Maria Pelegrí (UDC) | Núria de Gispert i Català (UDC) | Núria de Gispert i Català (UDC) | Antoni Fernández i Teixidó (CDC) | Antoni Fernández i Teixidó (CDC) | Antoni Fernández i Teixidó (CDC) | Francesc Homs i Ferret (CDC) | Carme Laura Gil i Miró (CDC) | Felip Puig i Godes (CDC) | Jordi Vilajoana i Rovira (CDC) | Ramon Espadaler i Parcerisas (UDC) | Andreu Mas-Colell (CDC) | Josep Grau i Seris | Xavier Pomés i Abella (CDC) |
| VIII legislatura   | President                               | Presidència i Conseller Primer          | Presidència i Conseller Primer              | Presidència i Conseller Primer                        | Benestar i Família | Governació i Administracions Públiques | Governació i Administracions Públiques | Relacions Institucionals i Participació | Interior | Justícia | Treball i Indústria | Treball i Indústria | Comerç, Turisme i Consum | Economia i Finances | Educació | Universitat, Recerca i Societat de la Informació | Cultura | Política Territorial i Obres Públiques | Salut | Agricultura, Ramaderia i Pesca | Medi Ambient |
| 2003–04            | Pasqual Maragall i Mira (PSC)           | Josep Lluís Carod Rovira (ERC)          | Josep Lluís Carod Rovira (ERC)              | Josep Lluís Carod Rovira (ERC)                        | Anna Simó i Castelló (ERC) | Joan Carretero i Grau (ERC) | Joan Carretero i Grau (ERC) | Joan Saura i Laporta (ICV) | Montserrat Tura i Camafreita (PSC) | Josep Maria Vallès i Casadevall (CPC) | Josep Maria Rañé i Blasco (PSC) | Josep Maria Rañé i Blasco (PSC) | Pere Esteve i Abad (ERC) | Antoni Castells i Oliveres (PSC) | Josep Bargalló i Valls (ERC) | Carles Solà i Ferrando (ERC) | Caterina Mieras i Barceló (PSC) | Joaquim Nadal i Farreras (PSC) | Marina Geli i Fàbrega (PSC) | Antoni Siurana i Zaragoza (PSC) | Salvador Milà i Solsona (ICV) |
| 2004–06            | Pasqual Maragall i Mira (PSC)           | Josep Bargalló i Valls (ERC)            | Josep Bargalló i Valls (ERC)                | Josep Bargalló i Valls (ERC)                          | Anna Simó i Castelló (ERC) | Joan Carretero i Grau (ERC) | Joan Carretero i Grau (ERC) | Joan Saura i Laporta (ICV) | Montserrat Tura i Camafreita (PSC) | Josep Maria Vallès i Casadevall (CPC) | Jordi Valls i Riera (PSC) | Jordi Valls i Riera (PSC) | Josep Huguet i Biosca (ERC) | Antoni Castells i Oliveres (PSC) | Marta Cid i Pañella (ERC) | Manuel Balcells i Díaz (ERC) | Ferran Mascarell i Canalda (PSC) | Joaquim Nadal i Farreras (PSC) | Marina Geli i Fàbrega (PSC) | Jordi William Carnes i Ayats (PSC) | Francesc Baltasar i Albesa (ICV) |
| 2006               | Pasqual Maragall i Mira (PSC)           | Presidència i Portaveu                  | Presidència i Portaveu                      | Presidència i Portaveu                                | Carme Figueras i Siñol (PSC) | Xavier Vendrell i Segura (ERC) | Xavier Vendrell i Segura (ERC) | Joan Saura i Laporta (ICV) | Montserrat Tura i Camafreita (PSC) | Josep Maria Vallès i Casadevall (CPC) | Jordi Valls i Riera (PSC) | Jordi Valls i Riera (PSC) | Antoni Castells i Oliveres (PSC) | Antoni Castells i Oliveres (PSC) | Educació i Universitats | Educació i Universitats | Ferran Mascarell i Canalda (PSC) | Joaquim Nadal i Farreras (PSC) | Marina Geli i Fàbrega (PSC) | Jordi William Carnes i Ayats (PSC) | Francesc Baltasar i Albesa (ICV) |
| 2006               | Pasqual Maragall i Mira (PSC)           | Joaquim Nadal i Farreras (PSC)          | Joaquim Nadal i Farreras (PSC)              | Joaquim Nadal i Farreras (PSC)                        | Carme Figueras i Siñol (PSC) | Xavier Sabaté i Ibarz (PSC) | Xavier Sabaté i Ibarz (PSC) | Joan Saura i Laporta (ICV) | Montserrat Tura i Camafreita (PSC) | Josep Maria Vallès i Casadevall (CPC) | Jordi Valls i Riera (PSC) | Jordi Valls i Riera (PSC) | Antoni Castells i Oliveres (PSC) | Antoni Castells i Oliveres (PSC) | Joan Manuel del Pozo i Àlvarez (PSC) | Joan Manuel del Pozo i Àlvarez (PSC) | Ferran Mascarell i Canalda (PSC) | Joaquim Nadal i Farreras (PSC) | Marina Geli i Fàbrega (PSC) | Jordi William Carnes i Ayats (PSC) | Francesc Baltasar i Albesa (ICV) |
| IX legislatura     | President                               | Secretaria                              | Portaveu                                    | Portaveu                                              | Acció Social i Ciutadania | Vicepresidència | Governació i Administracions Públiques | Interior, Relacions Institucionals i Participació | Interior, Relacions Institucionals i Participació | Justícia | Treball | Treball | Antoni Castells i Oliveres (PSC) | Antoni Castells i Oliveres (PSC) | Educació | Innovació, Universitats i Empresa | Cultura i Mitjans de Comunicació | Joaquim Nadal i Farreras (PSC) | Marina Geli i Fàbrega (PSC) | Agricultura, Alimentació i Acció Rural | Medi Ambient i Habitatge |
| 2006–08            | José Montilla i Aguilera (PSC)          | Laia Bonet Rull (PSC)                   | Aurora Massip i Treig (indep.)              | Aurora Massip i Treig (indep.)                        | Carme Capdevila i Palau (ERC) | Josep-Lluís Carod-Rovira (ERC) | Joan Puigcercós i Boixassa (ERC) | Joan Saura i Laporta (ICV–EUiA) | Joan Saura i Laporta (ICV–EUiA) | Montserrat Tura i Camafreita (PSC) | Maria del Mar Serna Calvo (PSC)(independent) | Maria del Mar Serna Calvo (PSC)(independent) | Antoni Castells i Oliveres (PSC) | Antoni Castells i Oliveres (PSC) | Ernest Maragall i Mira (PSC) | Josep Huguet i Biosca (ERC) | Joan Manuel Tresserras i Gaju (ERC) | Joaquim Nadal i Farreras (PSC) | Marina Geli i Fàbrega (PSC) | Joaquim Llena i Cortina (PSC) | Francesc Baltasar i Albesa (ICV-EUiA) |
| 2008–10            | José Montilla i Aguilera (PSC)          | Laia Bonet Rull (PSC)                   | Aurora Massip i Treig (indep.)              | Aurora Massip i Treig (indep.)                        | Carme Capdevila i Palau (ERC) | Josep-Lluís Carod-Rovira (ERC) | Jordi Ausàs i Coll (ERC) | Joan Saura i Laporta (ICV–EUiA) | Joan Saura i Laporta (ICV–EUiA) | Montserrat Tura i Camafreita (PSC) | Maria del Mar Serna Calvo (PSC)(independent) | Maria del Mar Serna Calvo (PSC)(independent) | Antoni Castells i Oliveres (PSC) | Antoni Castells i Oliveres (PSC) | Ernest Maragall i Mira (PSC) | Josep Huguet i Biosca (ERC) | Joan Manuel Tresserras i Gaju (ERC) | Joaquim Nadal i Farreras (PSC) | Marina Geli i Fàbrega (PSC) | Joaquim Llena i Cortina (PSC) | Francesc Baltasar i Albesa (ICV-EUiA) |
| X legislatura      | President                               | Secretaria                              | Portaveu                                    | Portaveu                                              | Benestar Social i Família | Vicepresidència, Governació i Relacions Institucionals                                                                                                  | Vicepresidència, Governació i Relacions Institucionals                                                                                                  | Vicepresidència, Governació i Relacions Institucionals                                                                                                  | Interior | Justícia | Empresa i Ocupació | Empresa i Ocupació | Empresa i Ocupació | Economia i Coneixement | Ensenyament | Ensenyament | Cultura | Territori i Sostenibilitat | Salut | Agricultura, Ramaderia, Pesca, Alimentació i Medi Natural                                                                                               | Agricultura, Ramaderia, Pesca, Alimentació i Medi Natural |
| 2010–12            | Artur Mas i Gavarró (CDC)               | Germà Gordó i Aubarell (CDC)            | Francesc Homs i Molist (CDC)                | Francesc Homs i Molist (CDC)                          | Josep Lluís cleries i Gonzàlez (CDC) | Joana Ortega i Alemany (UDC) | Joana Ortega i Alemany (UDC) | Joana Ortega i Alemany (UDC) | Felip Puig i Godes (CDC) | Pilar Fernández i Bozal (indep) | Francesc Xavier Mena i López (indep) | Francesc Xavier Mena i López (indep) | Francesc Xavier Mena i López (indep) | Andreu Mas-Colell (CDC) | Irene Rigau i Oliver (CDC) | Irene Rigau i Oliver (CDC) | Ferran Mascarell i Canalda (indep) | Lluís Miquel Recoder i Miralles (CDC) | Boi Ruiz i Garcia (indep) | Josep Maria Pelegrí i Aixut (UDC) | Josep Maria Pelegrí i Aixut (UDC) |
| XI legislatura     | Artur Mas i Gavarró (CDC)               | Secretaria                              | Presidència i Portaveu                      | Presidència i Portaveu                                | Benestar Social i Família | Joana Ortega i Alemany (UDC) | Joana Ortega i Alemany (UDC) | Joana Ortega i Alemany (UDC) | Interior | Justícia | Empresa i Ocupació | Empresa i Ocupació | Empresa i Ocupació | Andreu Mas-Colell (CDC) | Irene Rigau i Oliver (CDC) | Irene Rigau i Oliver (CDC) | Ferran Mascarell i Canalda (indep) | Territori i Sostenibilitat | Boi Ruiz i Garcia (indep) | Josep Maria Pelegrí i Aixut (UDC) | Josep Maria Pelegrí i Aixut (UDC) |
| 2012–15            | Artur Mas i Gavarró (CDC)               | Jordi Baiget i Cantons (CDC)            | Francesc Homs i Molist (CDC)                | Francesc Homs i Molist (CDC)                          | Neus Munté i Fernández (CDC) | Joana Ortega i Alemany (UDC) | Joana Ortega i Alemany (UDC) | Joana Ortega i Alemany (UDC) | Ramon Espadaler i Parcerisas (UDC) | Germà Gordó i Aubarell (CDC) | Felip Puig i Godes (CDC) | Felip Puig i Godes (CDC) | Felip Puig i Godes (CDC) | Andreu Mas-Colell (CDC) | Irene Rigau i Oliver (CDC) | Irene Rigau i Oliver (CDC) | Ferran Mascarell i Canalda (indep) | Santi Vila i Vicente (CDC) | Boi Ruiz i Garcia (indep) | Josep Maria Pelegrí i Aixut (UDC) | Josep Maria Pelegrí i Aixut (UDC) |
| 2015               | Artur Mas i Gavarró (CDC)               | Jordi Baiget i Cantons (CDC)            | Presidència                                 | Vicepresidència, Benestar Social i Família i Portaveu | Vicepresidència, Benestar Social i Família i Portaveu | Vicepresidència, Benestar Social i Família i Portaveu                                                                                                   | Governació i Relacions Institucionals | Governació i Relacions Institucionals | Interior | Germà Gordó i Aubarell (CDC) | Felip Puig i Godes (CDC) | Felip Puig i Godes (CDC) | Felip Puig i Godes (CDC) | Andreu Mas-Colell (CDC) | Irene Rigau i Oliver (CDC) | Irene Rigau i Oliver (CDC) | Ferran Mascarell i Canalda (indep) | Santi Vila i Vicente (CDC) | Boi Ruiz i Garcia (indep) | Agricultura, Ramaderia, Pesca, Alimentació i Medi Natural                                                                                               | Agricultura, Ramaderia, Pesca, Alimentació i Medi Natural |
| 2015               | Artur Mas i Gavarró (CDC)               | Jordi Baiget i Cantons (CDC)            | Francesc Homs i Molist (CDC)                | Neus Munté i Fernández (CDC)                          | Neus Munté i Fernández (CDC) | Neus Munté i Fernández (CDC) | Meritxell Borràs i Solé (CDC) | Meritxell Borràs i Solé (CDC) | Jordi Jané i Guasch (CDC) | Germà Gordó i Aubarell (CDC) | Felip Puig i Godes (CDC) | Felip Puig i Godes (CDC) | Felip Puig i Godes (CDC) | Andreu Mas-Colell (CDC) | Irene Rigau i Oliver (CDC) | Irene Rigau i Oliver (CDC) | Ferran Mascarell i Canalda (indep) | Santi Vila i Vicente (CDC) | Boi Ruiz i Garcia (indep) | Jordi Ciuraneta i Riu (CDC) | Jordi Ciuraneta i Riu (CDC) |
| 2015–2016          | Artur Mas i Gavarró (CDC)               | Jordi Baiget i Cantons (CDC)            |                                             | Neus Munté i Fernández (CDC)                          | Neus Munté i Fernández (CDC) | Neus Munté i Fernández (CDC) | Meritxell Borràs i Solé (CDC) | Meritxell Borràs i Solé (CDC) | Jordi Jané i Guasch (CDC) | Germà Gordó i Aubarell (CDC) | Felip Puig i Godes (CDC) | Felip Puig i Godes (CDC) | Felip Puig i Godes (CDC) | Andreu Mas-Colell (CDC) | Irene Rigau i Oliver (CDC) | Irene Rigau i Oliver (CDC) | Ferran Mascarell i Canalda (indep) | Santi Vila i Vicente (CDC) | Boi Ruiz i Garcia (indep) | Jordi Ciuraneta i Riu (CDC) | Jordi Ciuraneta i Riu (CDC) |
| XII legislatura    | President                               | President                               | Vicepresidència – Àrea d'Economia i Hisenda | Vicepresidència – Àrea d'Economia i Hisenda           | Vicepresidència – Àrea d'Economia i Hisenda | Vicepresidència – Àrea d'Economia i Hisenda | Vicepresidència – Àrea d'Economia i Hisenda | Vicepresidència – Àrea d'Economia i Hisenda | Vicepresidència – Àrea d'Economia i Hisenda | Vicepresidència – Àrea d'Economia i Hisenda | Vicepresidència – Àrea d'Economia i Hisenda | Àrea de Benestar Social | Àrea de Benestar Social | Àrea de Benestar Social | Àrea de Benestar Social | Àrea de Benestar Social | Àrea d'Exterior, Transparència i Relacions Institucionals                                                                                               | Àrea d'Exterior, Transparència i Relacions Institucionals                                                                                               | Àrea d'Exterior, Transparència i Relacions Institucionals                                                                                               | Àrea d'Exterior, Transparència i Relacions Institucionals                                                                                               | Àrea d'Exterior, Transparència i Relacions Institucionals |
| 2016–17            | Carles Puigdemont i Casamajó (JxSí–PDC) | Carles Puigdemont i Casamajó (JxSí–PDC) | Oriol Junqueras i Vies (JpS–ERC)            | Oriol Junqueras i Vies (JpS–ERC)                      | Oriol Junqueras i Vies (JpS–ERC) | Oriol Junqueras i Vies (JpS–ERC) | Oriol Junqueras i Vies (JpS–ERC) | Oriol Junqueras i Vies (JpS–ERC) | Oriol Junqueras i Vies (JpS–ERC) | Oriol Junqueras i Vies (JpS–ERC) | Oriol Junqueras i Vies (JpS–ERC) | Neus Munté i Fernández (JpS–PDC) | Neus Munté i Fernández (JpS–PDC) | Neus Munté i Fernández (JpS–PDC) | Neus Munté i Fernández (JpS–PDC) | Neus Munté i Fernández (JpS–PDC) | Raül Romeva i Rueda (JpS–indep) | Raül Romeva i Rueda (JpS–indep) | Raül Romeva i Rueda (JpS–indep) | Raül Romeva i Rueda (JpS–indep) | Raül Romeva i Rueda (JpS–indep) |
| 2017               | Carles Puigdemont i Casamajó (JxSí–PDC) | Carles Puigdemont i Casamajó (JxSí–PDC) | Oriol Junqueras i Vies (JpS–ERC)            | Oriol Junqueras i Vies (JpS–ERC)                      | Oriol Junqueras i Vies (JpS–ERC) | Oriol Junqueras i Vies (JpS–ERC) | Oriol Junqueras i Vies (JpS–ERC) | Oriol Junqueras i Vies (JpS–ERC) | Oriol Junqueras i Vies (JpS–ERC) | Oriol Junqueras i Vies (JpS–ERC) | Oriol Junqueras i Vies (JpS–ERC) | Jordi Turull i Negre (JpS–PDC) | Jordi Turull i Negre (JpS–PDC) | Jordi Turull i Negre (JpS–PDC) | Jordi Turull i Negre (JpS–PDC) | Jordi Turull i Negre (JpS–PDC) | Raül Romeva i Rueda (JpS–indep) | Raül Romeva i Rueda (JpS–indep) | Raül Romeva i Rueda (JpS–indep) | Raül Romeva i Rueda (JpS–indep) | Raül Romeva i Rueda (JpS–indep) |
|                    | Carles Puigdemont i Casamajó (JxSí–PDC) | Carles Puigdemont i Casamajó (JxSí–PDC) | Economia i Hisenda                          | Economia i Hisenda                                    | Economia i Hisenda | Economia i Hisenda | Empresa i Coneixement | Benestar, Treball i Família | Territori i Sostenibilitat | Agricultura, Ramaderia, Pesca i Alimentació | Agricultura, Ramaderia, Pesca i Alimentació | Presidència i Portaveu. Benestar, Treball i Família | Presidència i Portaveu. Benestar, Treball i Família | Salut | Cultura | Ensenyament | Afers i Relacions Institucionals i Exteriors i Transparència                                                                                            | Governació, Administració Pública i Habitatge | Interior | Interior | Justícia |
| 2016–17            | Carles Puigdemont i Casamajó (JxSí–PDC) | Carles Puigdemont i Casamajó (JxSí–PDC) | Oriol Junqueras i Vies (JxSí–ERC)           | Oriol Junqueras i Vies (JxSí–ERC)                     | Oriol Junqueras i Vies (JxSí–ERC) | Oriol Junqueras i Vies (JxSí–ERC) | Jordi Baiget i Cantons (JxSí–PDC) | Dolors Bassa i Coll (JxSí–ERC) | | Meritxell Serret i Aleu (JxSí–ERC) | Meritxell Serret i Aleu (JxSí–ERC) | Neus Munté i Fernández (JxSí–PDC) | Neus Munté i Fernández (JxSí–PDC) | Toni Comín i Oliveres (JxSí–indep) | Santi Vila i Vicente (JxSí–PDC) | Meritxell Ruiz i Isern (JxSí–PDC) | Raül Romeva i Rueda (JxSí–indep) | Meritxell Borràs i Solé (JxSí–PDC) | Jordi Jané i Guasch (JxSí–PDC) | Jordi Jané i Guasch (JxSí–PDC) | Carles Mundó i Blanch (JxSí–ERC) |
| 2017               | Carles Puigdemont i Casamajó (JxSí–PDC) | Carles Puigdemont i Casamajó (JxSí–PDC) | Oriol Junqueras i Vies (JxSí–ERC)           | Oriol Junqueras i Vies (JxSí–ERC)                     | Oriol Junqueras i Vies (JxSí–ERC) | Oriol Junqueras i Vies (JxSí–ERC) | Santi Vila i Vicente (JxSí–PDC) | Dolors Bassa i Coll (JxSí–ERC) | Lluís Puig i Gordi (JxSí–PDC) | Meritxell Serret i Aleu (JxSí–ERC) | Meritxell Serret i Aleu (JxSí–ERC) | Neus Munté i Fernández (JxSí–PDC) | Neus Munté i Fernández (JxSí–PDC) | Toni Comín i Oliveres (JxSí–indep) | Clara Ponsatí i Obiols (JxSí–indep) | Joaquim Forn i Chiariello (JxSí–PDC) | Joaquim Forn i Chiariello (JxSí–PDC) | Meritxell Borràs i Solé (JxSí–PDC) | | | Carles Mundó i Blanch (JxSí–ERC) |
| 2017               | Carles Puigdemont i Casamajó (JxSí–PDC) | Carles Puigdemont i Casamajó (JxSí–PDC) | Oriol Junqueras i Vies (JxSí–ERC)           | Oriol Junqueras i Vies (JxSí–ERC)                     | Oriol Junqueras i Vies (JxSí–ERC) | Oriol Junqueras i Vies (JxSí–ERC) | Josep Rull i Andreu (JxSí–PDC) | Dolors Bassa i Coll (JxSí–ERC) | Lluís Puig i Gordi (JxSí–PDC) | Meritxell Serret i Aleu (JxSí–ERC) | Meritxell Serret i Aleu (JxSí–ERC) | Jordi Turull i Negre (JxSí–PDC) | | Toni Comín i Oliveres (JxSí–indep) | Clara Ponsatí i Obiols (JxSí–indep) | Joaquim Forn i Chiariello (JxSí–PDC) | Joaquim Forn i Chiariello (JxSí–PDC) | Meritxell Borràs i Solé (JxSí–PDC) | | | Carles Mundó i Blanch (JxSí–ERC) |
| XIII legislatura   | President                               | President                               | Presidència i Portaveu                      | Vicepresidència, Economia i Hisenda                   | Vicepresidència, Economia i Hisenda | Vicepresidència, Economia i Hisenda | Empresa i Coneixement | Treball, Afers Socials i Família | Territori i Sostenibilitat | Agricultura, Ramaderia, Pesca i Alimentació | Agricultura, Ramaderia, Pesca i Alimentació | Agricultura, Ramaderia, Pesca i Alimentació | Salut | Salut | Cultura | Ensenyament | Acció Exterior, Relacions Institucionals i Transparència                                                                                                | Polítiques Digitals i Administració Pública | Interior | Interior | Justícia |
| 2018               | Joaquim Torra i Pla (JxCAT)             | Joaquim Torra i Pla (JxCAT)             | Elsa Artadi i Vila (JxCAT)                  | Pere Aragonès i Garcia (ERC)                          | Pere Aragonès i Garcia (ERC) | Pere Aragonès i Garcia (ERC) | Maria Àngels Chacón i Feixas (PDeCAT) | Chakir El Homrani Lesfar (ERC) | Damià Calvet i Valera (PDeCAT) | Teresa Jordà i Roura (ERC) | Teresa Jordà i Roura (ERC) | Teresa Jordà i Roura (ERC) | Alba Vergés i Bosch (ERC) | Alba Vergés i Bosch (ERC) | Laura Borràs i Castanyer (JxCAT) | Josep Bargalló i Valls (ERC) | Ernest Maragall i Mira (ERC–Ind.) | Jordi Puigneró i Ferrer (PDeCAT) | Miquel Buch i Moya (JxCAT) | Miquel Buch i Moya (JxCAT) | Ester Capella i Farré (ERC) |
| 2018               | Joaquim Torra i Pla (JxCAT)             | Joaquim Torra i Pla (JxCAT)             | Elsa Artadi i Vila (JxCAT)                  | Pere Aragonès i Garcia (ERC)                          | Pere Aragonès i Garcia (ERC) | Pere Aragonès i Garcia (ERC) | Maria Àngels Chacón i Feixas (PDeCAT) | Chakir El Homrani Lesfar (ERC) | Damià Calvet i Valera (PDeCAT) | Teresa Jordà i Roura (ERC) | Teresa Jordà i Roura (ERC) | Teresa Jordà i Roura (ERC) | Alba Vergés i Bosch (ERC) | Alba Vergés i Bosch (ERC) | Laura Borràs i Castanyer (JxCAT) | Josep Bargalló i Valls (ERC) | Alfred Bosch i Pascual (ERC) | Jordi Puigneró i Ferrer (PDeCAT) | Miquel Buch i Moya (JxCAT) | Miquel Buch i Moya (JxCAT) | Ester Capella i Farré (ERC) |
| 2019               | Joaquim Torra i Pla (JxCAT)             | Joaquim Torra i Pla (JxCAT)             | Meritxell Budó i Pla (JxCAT)                | Pere Aragonès i Garcia (ERC)                          | Pere Aragonès i Garcia (ERC) | Pere Aragonès i Garcia (ERC) | Maria Àngels Chacón i Feixas (PDeCAT) | Chakir El Homrani Lesfar (ERC) | Damià Calvet i Valera (PDeCAT) | Teresa Jordà i Roura (ERC) | Teresa Jordà i Roura (ERC) | Teresa Jordà i Roura (ERC) | Alba Vergés i Bosch (ERC) | Alba Vergés i Bosch (ERC) | Mariàngela Vilallonga Vives (JxCAT-Ind) | Josep Bargalló i Valls (ERC) | Alfred Bosch i Pascual (ERC) | Jordi Puigneró i Ferrer (PDeCAT) | Miquel Buch i Moya (JxCAT) | Miquel Buch i Moya (JxCAT) | Ester Capella i Farré (ERC) |
| 2020               | Joaquim Torra i Pla (JxCAT)             | Joaquim Torra i Pla (JxCAT)             | Meritxell Budó i Pla (JxCAT)                | Pere Aragonès i Garcia (ERC)                          | Pere Aragonès i Garcia (ERC) | Pere Aragonès i Garcia (ERC) | Ramon Tremosa i Balcells (JxCAT) | Chakir El Homrani Lesfar (ERC) | Damià Calvet i Valera (PDeCAT) | Teresa Jordà i Roura (ERC) | Teresa Jordà i Roura (ERC) | Teresa Jordà i Roura (ERC) | Alba Vergés i Bosch (ERC) | Alba Vergés i Bosch (ERC) | Àngels Ponsa i Roca (JxCAT) | Josep Bargalló i Valls (ERC) | Bernat Solé i Barril (ERC) | Jordi Puigneró i Ferrer (PDeCAT) | Miquel Sàmper i Rodríguez (JxCAT) | Miquel Sàmper i Rodríguez (JxCAT) | Ester Capella i Farré (ERC) |
| XIV legislatura    | President                               | President                               | Presidència                                 | Vicepresidència, Polítiques Digitals i Territori      | Vicepresidència, Polítiques Digitals i Territori | Economia i Hisenda | Empresa i treball | Drets socials | Acció Climàtica, Alimentació i Agenda Rural | Acció Climàtica, Alimentació i Agenda Rural | Acció Climàtica, Alimentació i Agenda Rural | Acció Climàtica, Alimentació i Agenda Rural | Salut | Salut | Cultura | Educació | Acció Exterior i Govern Obert | Recerca i Universitats | Interior | Igualtat i feminismes | Justícia |
| 2021 (ERC + Junts) | Pere Aragonès i Garcia (ERC)            | Pere Aragonès i Garcia (ERC)            | Laura Vilagrà i Pons (ERC)                  | Jordi Puigneró i Ferrer (JxCAT)                       | Jordi Puigneró i Ferrer (JxCAT) | Jaume Giró i Ribas (JxCAT-Ind) | Roger Torrent i Ramió (ERC) | Violant Cervera i Gòdia (JxCAT) | Teresa Jordà i Roura (ERC) | Teresa Jordà i Roura (ERC) | Teresa Jordà i Roura (ERC) | Teresa Jordà i Roura (ERC) | Josep Maria Argimon i Pallàs (Ind) | Josep Maria Argimon i Pallàs (Ind) | Natàlia Garriga i Ibáñez (ERC) | Josep González i Cambray (ERC) | Victòria Alsina i Burgués (Ind) | Gemma Geis i Carreras (JxCAT) | Joan Ignasi Elena i Garcia (ERC) | Tània Verge i Mestre (ERC) | Lourdes Ciuró i Buldó (JxCAT) |
| 2022 (ERC)         | Pere Aragonès i Garcia (ERC)            | Pere Aragonès i Garcia (ERC)            | Laura Vilagrà i Pons (ERC)                  | Juli Fernández i Olivares                             | Juli Fernández i Olivares | Natàlia Mas i Guix | Roger Torrent i Ramió (ERC) | Violant Cervera i Gòdia (JxCAT) | David Mascort i Subiranas | David Mascort i Subiranas | David Mascort i Subiranas | David Mascort i Subiranas | Manel Balcells i Díaz (Ind) | Manel Balcells i Díaz (Ind) | Natàlia Garriga i Ibáñez (ERC) | Josep González i Cambray (ERC) | Acció Exterior i Unió Europea | Gemma Geis i Carreras (JxCAT) | Joan Ignasi Elena i Garcia (ERC) | Tània Verge i Mestre (ERC) | Justícia, Drets i Memòria |
| 2022 (ERC)         | Pere Aragonès i Garcia (ERC)            | Pere Aragonès i Garcia (ERC)            | Laura Vilagrà i Pons (ERC)                  | Ester Capella i Farré                                 | Ester Capella i Farré | Natàlia Mas i Guix | Roger Torrent i Ramió (ERC) | Carles Campuzano i Canadés (Ind) | David Mascort i Subiranas | David Mascort i Subiranas | David Mascort i Subiranas | David Mascort i Subiranas | Manel Balcells i Díaz (Ind) | Manel Balcells i Díaz (Ind) | Natàlia Garriga i Ibáñez (ERC) | Anna Simó i Castelló | Meritxell Serret i Aleu (ERC) | Joaquim Nadal i Farreras (Ind) | Joan Ignasi Elena i Garcia (ERC) | Tània Verge i Mestre (ERC) | Gemma Ubasart i González |

### Caps de llista amb representació
|      | CiU/CDC/JxCAT                | CiU/CDC/JxCAT       | ERC                        | ERC | PSC–PSOE                 | PSC–PSOE | AP / PPC                     | AP / PPC | PSUC / IC / ICV–EUiA / CSQP/CeC Podem | PSUC / IC / ICV–EUiA / CSQP/CeC Podem | C's                        | C's | CC–UCD / CDS                | CC–UCD / CDS | CUP                             | CUP | SI   | SI | PSA–PAC                 | PSA–PAC | VOX | VOX |      |
| JxSí | JxSí                         | JxSí                | JxSí                       |     | PSC–PSOE                 | PSC–PSOE | AP / PPC                     | AP / PPC | PSUC / IC / ICV–EUiA / CSQP/CeC Podem | PSUC / IC / ICV–EUiA / CSQP/CeC Podem | C's                        | C's | CC–UCD / CDS                | CC–UCD / CDS | CUP                             | CUP | SI   | SI | PSA–PAC                 | PSA–PAC | VOX | VOX |      |
| ---- | ---------------------------- | ------------------- | -------------------------- | --- | ------------------------ | -------- | ---------------------------- | -------- | ------------------------------------- | ------------------------------------- | -------------------------- | --- | --------------------------- | ------------ | ------------------------------- | --- | ---- | -- | ----------------------- | ------- | --- | --- | ---- |
| 1980 | Jordi Pujol i Soley          | 43                  | Heribert Barrera i Costa   | 14  | Joan Raventós i Carner   | 33       |                              |          | Josep Benet i Morell                  | 25                                    |                            |     | Anton Cañellas i Balcells   | 18           |                                 |     |      |    | Francisco Hidalgo Gómez | 2       |     |     | 1980 |
| 1984 | Jordi Pujol i Soley          | 72                  | Heribert Barrera i Costa   | 5   | Raimon Obiols i Germà    | 41       | Eduard Bueno Ferrer          | 11       | Antoni Gutiérrez Díaz                 | 6                                     |                            |     |                             |              | 1984                            |     |      |    |                         |         |     |     |      |
| 1988 | Jordi Pujol i Soley          | 69                  | Joan Hortalà i Arau        | 6   | Raimon Obiols i Germà    | 42       | Jorge Fernández Díaz         | 6        | Rafael Ribó i Masó                    | 9                                     | Antoni Fernández i Teixidó | 3   | 1988                        |              |                                 |     |      |    |                         |         |     |     |      |
| 1992 | Jordi Pujol i Soley          | 70                  | Àngel Colom i Colom        | 11  | Raimon Obiols i Germà    | 40       | Aleix Vidal-Quadras Roca     | 7        | Rafael Ribó i Masó                    | 7                                     |                            |     | 1992                        |              |                                 |     |      |    |                         |         |     |     |      |
| 1995 | Jordi Pujol i Soley          | 60                  | Àngel Colom i Colom        | 13  | Joaquim Nadal i Farreras | 34       | Aleix Vidal-Quadras Roca     | 17       | Rafael Ribó i Masó                    | 11                                    | 1995                       |     |                             |              |                                 |     |      |    |                         |         |     |     |      |
| 1999 | Jordi Pujol i Soley          | 56                  | Josep-Lluís Carod-Rovira   | 12  | Pasqual Maragall i Mira  | 52       | Alberto Fernández-Díaz       | 12       | Rafael Ribó i Masó                    | 3                                     | 1999                       |     |                             |              |                                 |     |      |    |                         |         |     |     |      |
| 2003 | Artur Mas i Gavarró          | 46                  | Josep-Lluís Carod-Rovira   | 23  | Pasqual Maragall i Mira  | 42       | Josep Piqué i Camps          | 15       | Joan Saura i Laporta                  | 9                                     | 2003                       |     |                             |              |                                 |     |      |    |                         |         |     |     |      |
| 2006 | Artur Mas i Gavarró          | 48                  | Josep-Lluís Carod-Rovira   | 21  | José Montilla i Aguilera | 37       | Josep Piqué i Camps          | 14       | Joan Saura i Laporta                  | 12                                    | Albert Rivera Díaz         | 3   | 2006                        |              |                                 |     |      |    |                         |         |     |     |      |
| 2010 | Artur Mas i Gavarró          | 62                  | Joan Puigcercós i Boixassa | 10  | José Montilla i Aguilera | 28       | Alicia Sánchez-Camacho Pérez | 18       | Joan Herrera i Torres                 | 10                                    | Albert Rivera Díaz         | 3   | Joan Laporta i Estruch      | 4            | 2010                            |     |      |    |                         |         |     |     |      |
| 2012 | Artur Mas i Gavarró          | 50                  | Oriol Junqueras i Vies     | 21  | Pere Navarro i Morera    | 20       | Alicia Sánchez-Camacho Pérez | 19       | Joan Herrera i Torres                 | 13                                    | Albert Rivera Díaz         | 9   | David Fernández i Ramos     | 3            |                                 |     | 2013 |    |                         |         |     |     |      |
| 2015 | Raül Romeva i Rueda          | Raül Romeva i Rueda | Raül Romeva i Rueda        | 62  | Miquel Iceta i Llorens   | 16       | Xavier García Albiol         | 11       | Josep Lluís Franco Rabell             | 11                                    | Inés Arrimadas García      | 25  | Antonio Baños Boncompain    | 10           | 2015                            |     |      |    |                         |         |     |     |      |
| 2017 | Carles Puigdemont i Casamajó | 34                  | Oriol Junqueras i Vies     | 32  | Miquel Iceta i Llorens   | 17       | Xavier García Albiol         | 4        | Francesc Xavier Domènech Sampere      | 8                                     | Inés Arrimadas García      | 36  | Carles Riera i Albert       | 4            | 2017                            |     |      |    |                         |         |     |     |      |
| 2021 | Carles Puigdemont i Casamajó | 32                  | Pere Aragonès i Garcia     | 33  | Salvador Illa i Roca     | 33       | Alejandro Fernández Álvarez  | 3        | Jéssica Albiach Satorres              | 8                                     | Carlos Carrizosa Torres    | 6   | Maria Dolors Sabater i Puig | 9            | Ignacio Garriga Vaz de Concicao | 11  | 2021 |    |                         |         |     |     |      |

Segons Alexa, el lloc web gencat.cat és el 42è lloc web més popular d'Espanya.